# La Academia (México)
La Academia es un reality show musical mexicano creado por el productor italiano Giorgio Aresu en 2002, producido por TV Azteca y Nostromo Producciones para la señal de Azteca Uno, el programa de telerrealidad busca formar cantantes profesionales, los participantes seleccionados, después de haber realizado la etapa de casting, demuestran su talento a través de los conciertos que realizan cada fin de semana; en ellos el público vota por su participante favorito para que no sea el de menor puntuación y sea expulsado del programa. Durante distintas generaciones, mediante llamadas telefónicas y/o mensajes de texto el público decidía quién era el ganador, en los últimos años ha sido mediante una aplicación móvil.
El reality comenzó el 30 de junio de 2002 con la primera generación y con la final del programa TV Azteca logró el rating más alto para la televisora en su historia, tras lograr hasta 35 puntos. La Academia ha generado desde 2002 a 2024 más de 300 exalumnos, donde se han destacado en la música participantes como Yuridia, Carlos Rivera, Yahir, Nadia, Víctor García y Myriam Montemayor. A pesar de que el programa busca cantantes, varios participantes han diversificado sus carreras a otros ámbitos como la actuación, dirección, teatro, y doblaje. Personalidades como Cynthia Rodríguez, María Inés Guerra, Esmeralda Ugalde y Alex Garza han sobresalido como presentadoras de televisión. Ya sea en televisión, cine o teatro, en la actuación participaron Cecilia de la Cueva, Melissa Barrera, Vince Miranda, Fátima Molina, Agustín Argüello y Hiromi Hayakawa, quién esta última falleció en 2017. 
Otros participantes como Laura Caro, Wendolee, José Antonio de la O, Erika Alcocer Luna, Colette, Raúl Sandoval, Estrella Veloz, Erasmo Catarino, Toñita, Marbella Corella, María Fernanda Alvo y Carolina Soto; han lanzado al menos alguna producción discográfica. También se han formado algunos grupos musicales con participantes, como "La Posta","G6", "TOBBY", "Melissa y Sebastián", "Las Reinas" y "Norte", pero sin ningún éxito comercial. En algunas generaciones se crearon personajes televisivos como Jolette, Francely Abreu, Rubí Ibarra García, Tadeo y Luis Armando Lozano ("Paolo Botti"), quienes crearon polémica, siendo de dominio público, por su deficiente rendimiento para una parte de la audiencia.
Durante sus ediciones Ingrid Coronado, Alan Tacher, Mónica Garza, Bibi Gaytán, Fernando del Solar, Adal Ramones, Jaime Camil y Rafael Araneda han formado parte de su conducción. Mientras que en el panel de críticos han participado Lolita Cortés, Chacho Gaytán, Arturo López Gavito, Horacio Villalobos, Regina Orozco, Óscar Sarquiz, Danna Paola, Amparo Rubín, Óscar López, Pancho Ruiz, Ana Bárbara, Chiquis Rivera y Espinoza Paz, así como también Mimí e Ilse, integrantes del grupo Flans. En 2024, se realizó la decimocuarta generación, ahora bajo la conducción de Jaime Camil. En el 2025, en la produccion de TV Azteca se ha hablado de un descanso de casi 3 años al proyecto y su posible ultima generación que se daria en el 2027, como cierre oficial al proyecto, esto debido a la popularidad que ha perdido conforme los años, las audiencias, dando cierre a 25 años de generaciones que han pasado por esta plataforma musical, los castings de la "Ultima Generacion" se darán a conocer próximamente.

## Concursantes
| Generación       | Ganador        | 2.º Lugar | 3.er Lugar   | Finalistas                                                     | Eliminados | N.º de Concursantes |
| ---------------- | -------------- | --------- | ------------ | -------------------------------------------------------------- | --- | ------------------- |
| 1.ª. Generación  | Myriam         | Víctor    | Miguel Ángel | 4ºYahir 5ºNadia                                                | 6°Toñita 7°Raúl 8°Estrella 9°Laura 10°María Inés 11°José Antonio 12°Wendolee 13°Alejandro 14°Héctor | 14                  |
| 2.ª. Generación  | Erika          | Marco     | Manuel       | 4°Freddy 5°Rosalía                                             | 6°Adrián 7°Enrique 8°Azeneth 9°Andrea 10°Fabricio 11°Ana Lucía 12°Alejandra 13°Víctor Javier 14°Mauricio 15°Marvin 16°Karla 17°Gisela 18°Elisa* | 18                  |
| 3.ª. Generación  | Carlos         | Dulce     | Melissa      | 4°Leticia 5°Israel 6°César                                     | 7°Hiromi(†) 8°Ricardo 9°Suzzette 10°Maricarmen 11°Martín 12°Rodrigo 13°Marcia 14°Arturo 15°Esteban 16°Marla 17°Jessica 18°Diego | 18                  |
| 4.ª. Generación  | Erasmo         | Yuridia   | Adrián       | 4°Cynthia 5°Édgar 6°Silvia                                     | 7°Jolette* 8°José Luis 9°Johanna 10°Marco 11°Paula 12°Mario 13°Alan 14°Abyadé 15°Óscar 16°Karina 17°René 18°Anahí | 18                  |
| 5.ª. Generación  | Samuel         | Colette   | Marbella     | 4°Renata                                                       | 5°Vince 6°Julia 7°Yazmín 8°Sebastián 9°Julio 10°Noé 11°Isabel 12°Diego 13°Carlos 14°Iván 15°Diana 16°Citlali 17°César 18°Armando 19°Alan 20°Jaqueline 21°Niyet | 21                  |
| 6.ª. Generación  | María Fernanda | Fabiola   | Luis Armando | 4°Valeria 5°Perla                                              | 6°Alex 7°Jackie 8°Matías 9°Wilfredo 10°Esteban 11°Cintia 12°Iván 13°Fátima 14°Héctor 15° Alba 16°Gerardo 17°Montserrat 18°Dasahev 19°Alejandra 20°José Roberto 21°Sergio 22°Manuel 23°Flor de María 24°Erick 25°Lyanne | 25                  |
| 7.ª. Generación  | Giovanna       | Napoleón  | Sebastián    | 4°Agustín 5°Menny 6°Óscar 7°Fabiola                            | 8°Jaccyve 9°Mike 10°Luz 11°Rod 12°Patricia 13°Alejandra 14°María 15°Daniel 16°Adriana 17°Mayrenne 18°Roy 19°Yadhira 20°Roberto 21°Brian 22°Carlos 23°Luis 24°Alex 25°Nicole 26°Dafne 27°Ingrid 28°Mell 29°Kurt 30°Denisse 31°Manuel 32°Alberto 33°Melissa 34°Daniela 35°Michelle 36°Jorge* | 36                  |
| 8.ª. Generación  | Esmeralda      | Carolina  | Edgar        | 4°Luis 5°Paolo** 6° Edu (†) 7°Johnny 8°Daniel 9°Gerardo 10°Eri | 11°María 12°Álvaro 13°Benjamín 14°Andrés 15°Deyra 16°Guillermo 17°Isabel 18°Belén 19°Denise 20°Gina* 21°Eddie 22°Mark 23°Jorge 24°Sandra 25°Lizette 26°Eduardo 27°Leonel 28°Rosendo 29°Daniela 30°Ventura 31°Elaine 32°Leonardo 33°Karla 34°Paloma 35°Verónica 36°Florentina 37°Santa 38°Nicolás 39°Pepe 40°Dayana 41°Josué 42°Carmen 43°Paola 44°Lupita 45°David 46°Santiago 47°Brisa 48°Mariana 49°Sonia | 49                  |
| 9.ª. Generación  | Erick          | Pablo     | Carmen       | 4°Gil 5°Ronald 6°Gustavo 7°Emmanuel 8°Ceci 9°Yanilén 10°Hancer | 11°Valeria 12°Alfonso 13°Héctor 14°Lizbeth 15°Gaby A. 16°Denisha* 17°Dianela 18°Melissa 19°Paco 20°Antonio 21°Javi 22°Jesús 23°Tadeo 24°Eduardo 25°Gaby L. 26°Frank 27°Dariela 28°Yazmín 29°Huicho 30°Mariana 31°Noé 32°Alan 33°Ceci M. 34°Barbie 35°Karen 36°Sergio 37°Jaky 38°Yamileth 39°Arón 40°Giselle 41°Elisa                                                                                       | 41                  |
| 10.ª. Generación | Alexis         | Chucho    | Sel          | 4°Santana 5°Manuel 6°Rubí                                      | 7°Yara 8°Hacib 9°Maru 10°Pako 11°Gaba 12°Kevin 13°Azucena 14°Gabriela 15°Freddy 16°Diana 17°Sandra 18°Liz y Mar 19°Erik 20°Mario 21°Gustavo 22°Luis 23°Joss 24°Edi 25°Kassandra 26°Laura | 26                  |
| 11.ª. Generación | Paola          | Alexis    | Katheryn     | 4°Dalia 5°Silvia                                               | 6°Diego 7°Fernando 8°Isboseth 9°Marián 10°Ana 11°Adolfo 12°Daniela 13°Montserrat I. 14°Montserrat T. 15°Charly* 16°Sócrates 17°Paulina 18°Karen | 18                  |
| 12.ª. Generación | Dalú           | Angie     | Carlos       | 4°Dennis 5°Charly                                              | 6° María Fernanda 7°Susy 8°Francely* 9°Jona 10°Gibrán 11°Jorge Alejandro 12°Effeta 13°Rosa Mari 14°Jaz y Stephy | 14                  |
| 13.ª. Generación | Cesia          | Andrés    | Mar Rendón   | 4°Nelson 5°Rubí                                                | 6°Eduardo 7°Santiago 8°Fernanda 9°Zunio 10°Isabela 11°Jackie 12°Mariana 13°Emilio* 14°Alejandra 15°Esmeralda | 15                  |
| 14.ª. Generación | Mario          | Caro      | Julio        | 4°Isaveli 5°Mar 6°Brisa 7°Edith                                | 8°Jessy 9°Brandon* 10°Cristian 11°Yesi 12°Flor 13°Eduardo 14°Leo 15°Mike 16°Thania 17°Eugenio 18°Ángel | 18                  |

(**) Ganador de La Academia Internacional
(*) Alumnos que abandonaron La Academia

## Conciertos
| Elenco | Conciertos | Inicio | Fin                     |
| ------ | ---------- | --- | ----------------------- |
| 1.ª    | 22         | 7 de julio de 2002 | 1 de diciembre de 2002  |
| 2.ª    | 17         | 8 de diciembre de 2002 (Concierto Relevo) 14 de diciembre de 2002 (Debút: Primer Concierto)                                                  | 30 de marzo de 2003     |
| 3.ª    | 17         | 14 de marzo de 2004 | 4 de julio de 2004      |
| 4.ª    | 19         | 27 de febrero de 2005 | 3 de julio de 2005      |
| 5.ª    | 24         | 9 de julio de 2006 | 17 de diciembre de 2006 |
| 6.ª    | 16         | 31 de agosto de 2008 | 14 de diciembre de 2008 |
| 7.ª    | 12         | 4 de octubre de 2009 | 20 de diciembre de 2009 |
| 8.ª    | 15         | 12 de septiembre de 2010 | 19 de diciembre de 2010 |
| 9.ª    | 18         | 21 de agosto de 2011 | 18 de diciembre de 2011 |
| 10.ª   | 17         | 26 de agosto de 2012 | 16 de diciembre de 2012 |
| 11.ª   | 14         | 8 de julio de 2018 | 7 de octubre de 2018    |
| 12.ª   | 17         | 26 de octubre de 2019 (Concierto Casting Final) 10 de noviembre de 2019 (Debút: Primer Concierto)                                            | 23 de febrero de 2020   |
| 13.ª   | 20         | 7 de junio de 2022 (Concierto Penúltimo Casting) 12 de junio de 2022 (Concierto Casting Final) 18 de junio de 2022 (Debút: Primer Concierto) | 14 de agosto de 2022    |
| 14.ª   | 12         | 21 de julio de 2024 | 6 de octubre de 2024    |
| 15.ª   | ?          | 2025 o 2026 | ?                       |

## La Academia: Primera generación (2002)
El programa inició la noche del 30 de junio de 2002, con el gran reto de formar cantantes profesionales. 14 alumnos fueron los seleccionados de entre un casting de 50 000 personas en México, para formar parte de la Primera Generación, siendo Alan Tacher el presentador de esta edición. 
La primera generación contó con una escenografía, sencilla (que se conectaba a la casa de La Academia) con un escenario central y un par de pantallas gigantes al fondo, el auditorio donde se realizaban los conciertos tenía forma de teatro griego y estaba cubierto casi en su totalidad con paredes de espejos con forma irregular, dicho auditorio se encontraba situado en las instalaciones de los Estudios Ajusco, ubicadas en la carretera Picacho-Ajusco al sur de la Ciudad de México.
Myriam captó la atención del público por su talento vocal y su forma de interpretar en cada concierto. Otros que se robaron el escenario fueron Raúl, al cantar el género ranchero que era bien dominado por él, o Nadia que cautivó a público, críticos y maestros por su capacidad de interpretar bien casi cualquier género en especial el ranchero, cabe destacar su interpretación de la canción "La diferencia" que hizo llorar a varios presentes del concierto. María Inés con su interpretación de "Hijo de la luna" fue ovacionada por el público, maestros y los expertos en música que reconocieron su talento al cantar con piano en vivo.
La voz romántica de Miguel Ángel cautivó a muchos. La trova no podía faltar por parte de Estrella, ni las baladas pop/rock que ofrecían Yahir y José Antonio, sin dejar de lado el romanticismo de Víctor, Toñita con su sabor tropical y Laura, quien destacaba por su capacidad vocal.
Héctor, Alejandro y Wendolee no tuvieron la oportunidad de mostrar mucho en el escenario por ser los primeros tres eliminados respectivamente, tuvieron la oportunidad de regresar al reality en dos conciertos de exalumnos, sin embargo los votos jamás los favorecieron. La expulsión de Héctor fue controversial para el programa, pues tanto críticos como maestros, los mismos alumnos e inclusive el público que votaba, opinaban que dentro de la institución había otros alumnos que merecían salir antes que él.
En el décimo concierto, Jorge Garralda como invitado pidió a la voz de la frase "¡Hoy no!", que ninguno de los alumnos abandonará el concierto, argumentando que todos lo habían hecho excelente, por lo cual Giorgio Aresu sorpresivamente aceptó la petición.
También hubo dos conciertos de exalumnos, en el primer concierto regresaron Toñita, María Inés y Víctor. En el segundo concierto regresaron Estrella, Nadia y Laura. Sin embargo, pese a que María Inés, Laura, Estrella y Toñita tuvieron la oportunidad de volver al reality, fueron expulsadas nuevamente.
Myriam, Víctor, Miguel Ángel, Yahir y Nadia se convirtieron en los cinco finalistas y participaron en dos semifinales previos a la final. La final del 1.° de diciembre de 2002, se llevó a cabo en el Auditorio Nacional de la Ciudad de México. Myriam se convirtió en la ganadora de la primera generación, mientras que Víctor y Miguel Ángel obtuvieron el segundo y tercer lugar respectivamente, dejando a Yahir en cuarto y Nadia en quinto lugar. La final del reality logró para Televisión Azteca el rating más alto en su historia, tras lograr hasta 45 puntos.
Al finalizar el reality, Myriam y José Antonio firmaron contrato con EMI Music, Miguel Ángel y Víctor con Sony Music, Yahir y Nadia firmaron con Warner Music, Toñita y María Inés con BMG, Raúl y Estrella firmaron con Universal Music, finalmente Laura, Alejandro, Wendolee y Héctor fueron apoyados por Azteca Music, sin embargo Héctor logró conseguir un contrato con Warner Music, mientras que Laura y Wendolee lanzaron producciones de manera independiente y Alejandro no lanzó ningún disco.
La generación completa recibió la certificación de disco de diamante por más de 1 millón y medio de discos vendidos, pues cada semana salía un material discográfico a la venta que contenía las canciones interpretadas en los conciertos dominicales. Los 21 discos se posicionaron entre los más vendidos del momento. Después de La Academia se realizó una gira con los catorce alumnos de la generación con más de sesenta fechas, con presentaciones en toda la República Mexicana, Estados Unidos y Centroamérica. Obtuvieron siete fechas en el Auditorio Nacional, cinco fechas en el Universal Amphitheatre y una más en el Zócalo Capitalino.
En 2012, bajo el concepto de "Primera Generación", los exalumnos intentaron realizar una gira de conciertos por la celebración de su décimo aniversario, en donde promocionaron el sencillo "Ten fe" y el videoclip del tema fue estrenado el 13 de septiembre de 2013 en la plataforma YouTube logrando más de 10,000 visitas en dos días. En junio de 2017 se cumplieron 15 años de inicio del proyecto, por lo que se anunció una serie de conciertos por diferentes estados, iniciando la gira con un concierto en el Auditorio Nacional el 24 de agosto. 
Con la primera generación de La Academia se inició el fenómeno de programas del tipo reality show musical en México.

## La Academia: Segunda generación (2002-2003)
La segunda generación de La Academia fue presentada en la final de la primera generación. Una semana después, los alumnos de las dos generaciones compartieron el escenario dando así el relevo entre generaciones. La Segunda Generación no logró tener el mismo éxito que la Primera, aun así, tuvo buenos niveles de audiencia. La Segunda Generación tuvo como madrina a la cantante internacional Christina Aguilera, quien interpretó en el Concierto Relevo los temas «Beautiful» e «Imposible».
En esta ocasión la escenografía era la misma que la utilizada en la primera generación pero con algunas modificaciones tanto en el escenario como en el auditorio.
Erika, Marco, Manuel, Rosalía, Adrián, Azeneth, Freddy, Elisa, Mauricio, Alejandra, Marvin, Ana Lucía, Enrique, Gisela, Víctor Javier y Karla fueron los 16 afortunados entre las más de 100,000 personas que realizaron el casting.
Debido a la falta de interés de los alumnos, el productor Giorgio Aresu los reprimió con la suspensión del concierto de exalumnos, famosos ya por la reintegración de varios de ellos, así como de la gira al finalizar el concurso y de los autos que se les regalaban al ser expulsados.
En esta generación hubo muchos cambios fuertes, uno de ellos fue la salida de Héctor Martínez, director del instituto desde la primera generación, dejando en su lugar al profesor de canto Willy Gutiérrez; Elisa abandonó La Academia por situaciones de salud y entró en su lugar Andrea, quien fue descalificada meses después por romper las reglas; Fabricio, un joven que tenía ganas de integrarse a La Academia, pidió una oportunidad que finalmente le fue otorgada, convenció a los profesores y la producción le permitió integrarse a la segunda generación.
Después de 13 semanas de competencia, Freddy, Manuel, Marco, Rosalía y Erika se convirtieron en los cinco finalistas. 
La final del 30 de marzo de 2003, se llevó a cabo por segunda ocasión en el Auditorio Nacional. Erika, quien desde el primer concierto fue la favorita del público, se convirtió en la Ganadora, mientras que Marco y Manuel obtuvieron el segundo y tercer lugar respectivamente, dejando a Freddy en cuarto y Rosalía en quinto lugar.

## La Academia: Tercera generación (2004)
El 7 de marzo de 2004, llegaron a la casa de La Academia los jóvenes que conformaron la Tercera Generación y una semana después, el 14 de marzo, debutaron en el escenario Melissa, César, Leticia, Ricardo, Suzette, Rodrigo, Marla, Martín, Hiromi, Diego, Jessica, Israel, Marcia, Esteban, Dulce, Arturo, Maricarmen y Carlos. Está generación tuvo mucha más producción que las 2 anteriores; la casa, la escuela y el mismo escenario eran más grandes y elaborados.

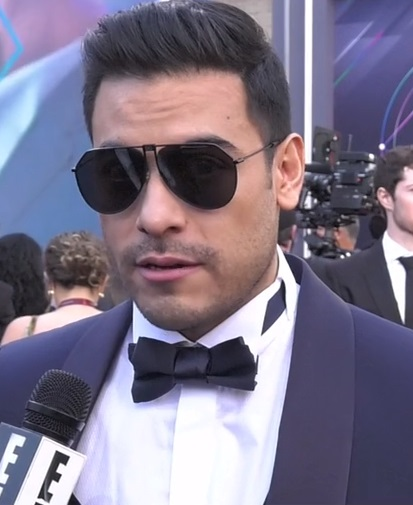
Carlos Rivera

Alan Tacher fue presentador por tercera vez; el panel de críticos contó por primera vez con una alineación fija, conformada por Óscar Sarquiz, Lolita Cortés y Arturo López Gavito, quienes estuvieron reunidos hasta la Quinta Generación; también se encontraba la cantante Mimí, exintegrante del grupo pop Flans.
Después de 14 semanas de competencia, César, Leticia, Carlos, Melissa e Israel se convirtieron en los Cinco Finalistas y participaron en dos semifinales previos a la gran final. Por ser los últimos tres expulsados, Ricardo, Hiromi y Dulce compitieron en la segunda semifinal para que uno de ellos se convirtiera en el sexto finalista, siendo esta última la ganadora.
La final del 4 de julio de 2004, se llevó a cabo en la ciudad de Acapulco, Guerrero en el Centro de Convenciones Acapulco. Carlos fue el Ganador de la Tercera Generación, mientras que Dulce y Melissa obtuvieron el segundo y tercer lugar respectivamente, dejando a Leticia en cuarto, Israel en quinto y César en sexto lugar. 

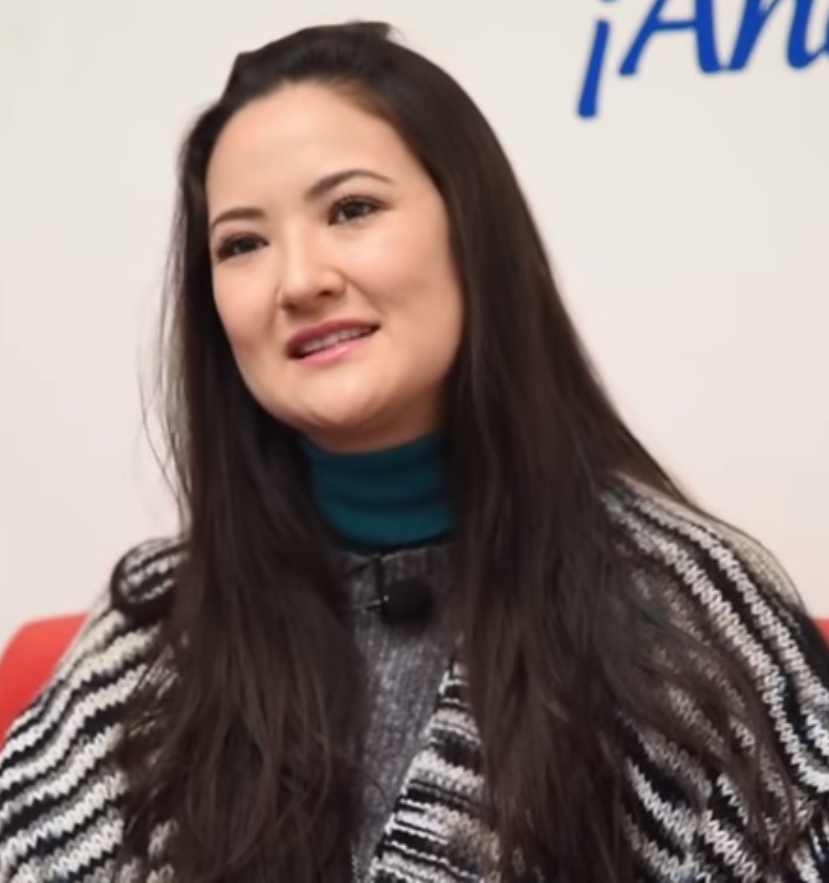
Hiromi

En esta ocasión la escenografía de los conciertos era más grande y ya no se encontraba en las instalaciones de TV Azteca en el Ajusco, sino que había sido construido en los Estudios Churubusco al sur de la Ciudad de México. Se trataba de un escenario cuyo tema era la tecnología y el futuro y constaba de un piso de cristal elevado por estructuras metálicas y un plataforma circular que se elevaba en ciertas interpretaciones y dos más que giraban en cada extremo del escenario, una puerta en la parte central que aludía una letra A (de Academia) con un par de rampas a los lados y un par de pantallas en cada extremo. la escenografía ya no tenía forma de teatro griego ni estaba conectada con la casa de la academia como en las anteriores generaciones.
El 27 de septiembre de 2017, falleció Hiromi Hayakawa, quien se destacó tras finalizar La Academia en varias puestas teatrales, así como en el doblaje cinematográfico.

## La Academia: Cuarta generación (2005)
La cuarta generación inició el 27 de febrero de 2005. En esta generación la escenografía fue la más novedosa puesto que contaba con una enorme piscina de agua al frente que a su vez podía verse debajo del piso de cristal que de hecho era el mismo piso utilizado en la 3° generación, con la misma plataforma circular que se elevaba durante algunas interpretaciones pero ya sin las plataformas giratorias de los lados, contaba con un par de pantallas al fondo y un par de escaleras a los lados y una semi bóveda en la parte más alta.

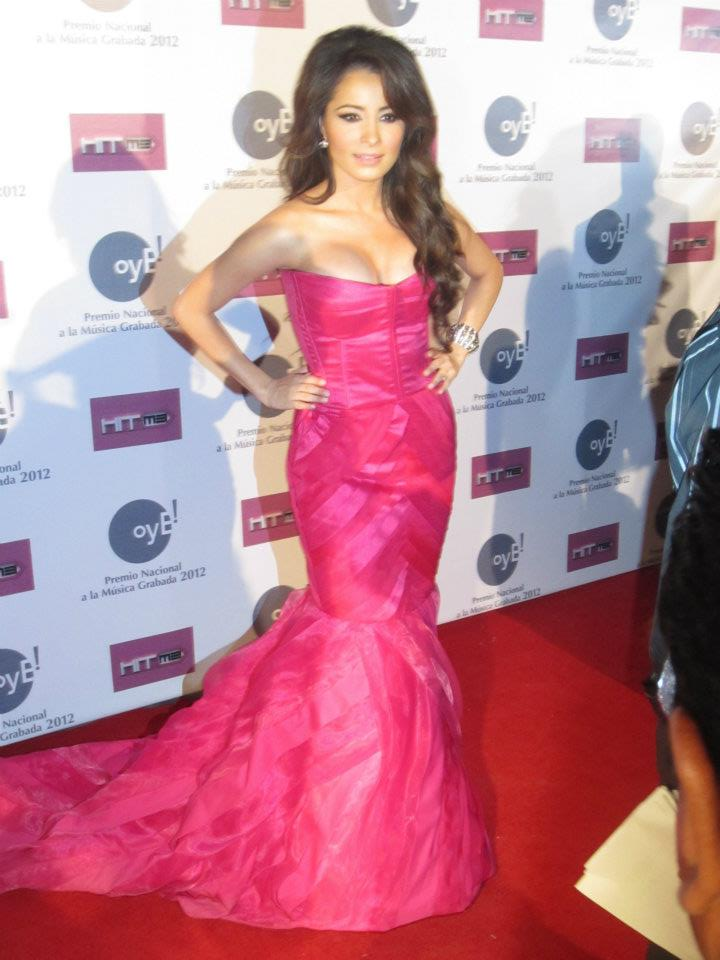
Cynthia Rodríguez ha realizado varias telenovelas en TV Azteca.

Los conciertos de esta generación causaron mucha más controversia por el protagonismo de los críticos. Discusiones y desacuerdos más fuertes entre ellos, así como por sus ya antes conocidas mordaces, pero atinadas críticas a los alumnos. Primeramente, a Jolette, alumna de los favoritos del público, pero duramente criticada por su falta de talento e indisciplina, la cual, la llevó en muchas ocasiones a contestarle a los críticos y a desobedecer a los maestros.
Tras varios conciertos, Jolette se encontraba en los primeros lugares en las votaciones, sin embargo, a dos semanas de la final, los profesores de la Academia le pidieron en pleno concierto que abandonara el show por faltarle el respeto a los críticos y porque notaban que había perdido las ganas de estar dentro de La Academia. De esta manera Jolette aceptó la invitación y abandonó La Academia "por su propia voluntad". Decisión con la que el público no estuvo de acuerdo, pero que los críticos aplaudieron, pues coincidían con los profesores en que La Academia era un programa para formar cantantes, y Jolette no tenía las facultades vocales necesarias.
Algo de lo más notorio de este personaje es la presencia de su madre en los conciertos. Nunca antes algún familiar o conocido de un alumno había tenido tanta participación en el programa. Participación que llegó a su clímax la noche de la salida de la alumna, cuando entre empujones se abrían paso para poder estar con Jolette, el hermano y la madre de la alumna. Y al no conseguirlo, el muchacho golpeó a un individuo parte del personal de La Academia en la cara.
Luego de la salida de Jolette, en el siguiente concierto, Silvia es expulsada. Pero, se les da la oportunidad a Adrián, Cynthia, Édgar, Erasmo y Yuridia, los cinco finalistas, de elegir entre todos los expulsados a uno para que regrese como el sexto finalista y mencionando que la mejor preparada para tal concierto y la que llegó más lejos es Silvia, la eligen y se reincorpora nuevamente a la generación.
Cabe destacar, que esta generación, además de la primera, es de las únicas que ha contado con concierto de exalumnos, en el que regresaron Adrián, quien quedó en el tercer lugar del concurso, Johanna, quien salió a las tres semanas de su regreso y Paula que salió a la semana siguiente de su regreso.
Erasmo resultó el ganador, mientras que Yuridia, a pesar de haber obtenido el segundo lugar, hoy por hoy se consagra como una de las cantantes e intérpretes más conocidas de México.

## La Academia: Quinta generación (2006)
Denominada La generación de la luz, no superó en índice de audiencia a las generaciones anteriores; sin embargo, es considerada la última generación con la esencia inicial del proyecto, pues a partir de la sexta generación La Academia cambió varias dinámicas. La Academia Cinco usó el mismo escenario de la final de la cuarta generación y de la versión de La Academia USA en Estados Unidos. La periodista Mónica Garza fue la conductora de este programa. A pesar de no superar televisivamente a otras generaciones, fue la generación con más conciertos realizados para la televisión; y ha sido la generación que más personas ha reunido en la final del reality, con poco más de 40 000 personas en la Macro Plaza del Malecón de Veracruz.

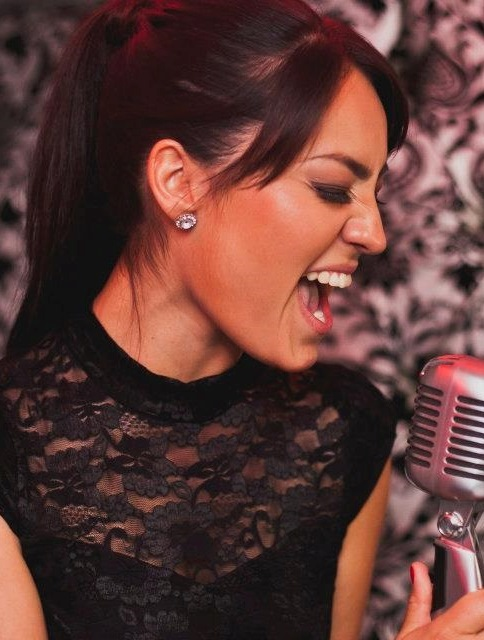
Marbella Corella, tercer lugar de "La generación de la luz".

Un cambio en esta generación fue que el panel de críticos ahora era jurado, quienes tenían la facultad de en cada interpretación, calificar a los alumnos desde el momento en el que estaban cantando, con indicadores debajo del panel rojo para reprobado y azul para aprobarlo. Al coincidir todos los focos rojos, la producción paraba la música y la presentación no se concluía. Al coincidir todos los focos azules el alumno quedaba inmune a la expulsión, es decir, si el alumno inmune estaba en último lugar al detener las llamadas en su lugar salía el penúltimo lugar.
Originalmente la Quinta Generación iba a tener solo tres jurados, pero a partir del duodécimo concierto se incluyó a la cantante de ópera y actriz Regina Orozco, quien le dio un pintoresco y humorístico aire a las críticas.
Al igual que en las generaciones anteriores, nuevamente existieron algunos noviazgos, como el de Noé y Yazmín, Citlali y César a pesar de que este último era casado, el de Marbella y Vince, noviazgo que se concretó en uno de los conciertos; sin embargo ninguna de estas relaciones lograron traspasar el reality, excepto la relación de Diana y Diego que actualmente siguen juntos.
Otro cambio fue que ahora podían entrar participantes que se quedaron en la etapa del propedéutico, en lo que se denominó duelos de voces. De esta manera únicamente pudo entrar Iván, al ganar un duelo con Noé, sin embargo su estadía en La Academia duraría solo casi un mes. Otros datos sobresalientes fue la salida Sebastián por motivos de salud y su regreso, que pese a su desventaja por dejar La Academia poco más de un mes, logró durar casi dos meses más después de su regreso. El regreso de Julio por ganar el reto; así como el regreso de Marbella por petición del jurado, quien llegó a colocarse en el tercer lugar de esta generación.
La final se llevó a cabo en Veracruz, y participaron en ella Samuel Castelán quedando éste como triunfador de la Quinta Generación, Colette Acuña y Marbella Corella en segundo y tercer lugar respectivamente y por último a Renata en el cuarto lugar y siendo hasta el momento la generación con menos finalistas. Tras la final del reality los cuatro finalistas firmaron contrato con una disquera, Samuel firmó con Universal Music, Colette lanzó dos producciones con Sony Music, mientras que Marbella lanzó su única producción discográfica con Warner Music, y finalmente EMI Music contrató a Renata.

## La Academia: Sexta generación (2008)
La última generación inició con su primer concierto el 31 de agosto de 2008, a partir de esta generación la audiencia comenzó a declinar, el proyecto perdió credibilidad y el rating disminuyó todavía más ante las generaciones anteriores. El casting fue realizado en julio, en México (Ciudad de México, Guadalajara, Jalisco, Tijuana, Baja California, Monterrey, Nuevo León y Veracruz, Veracruz), así como también en los Estados Unidos (Los Ángeles) y Guatemala (Ciudad de Guatemala). Tiene como director al mismo de la primera generación Héctor Martínez, algunos de los maestros de la primera generación y la casa más chica para la mejor convivencia. El presentador del reality show fue el chileno, Rafael Araneda. Participaron 25 alumnos pero por decisiones de los maestros, el director de La Academia 6 y la producción de TV Azteca, cinco de ellos fueron descalificados (no necesariamente eliminados) en el primer concierto por los maestros: Lyanne (quien fue descalificada antes de que pudiera cantar), Erick, Flor de María, Manuel y Sergio (quien también estuvo en la primera generación del reality show Código F.A.M.A de Televisa). 
A diferencia de las cinco generaciones anteriores, en esta generación, por primera vez en La Academia se tuvo nominados, uno/una por los alumnos, otro/otra por los maestros y otro/otra más por los críticos. Después se da a conocer el nombre del expulsado o la expulsada, de los tres nominados, que tuvo la menor cantidad de votos en toda la semana y se convierte en exalumno o exalumna. También, el director, durante una semana, intercambia su cargo con el crítico Raúl Quintanilla.
Al ser los alumnos más jóvenes que los de las generaciones anteriores es más pintoresca la convivencia entre ellos; destacan desde el inicio Perla y Wilfredo que peleaban como hermanos. Luis Armando (también conocido como Paolo Botti) originario de Cerro Azul, Veracruz, quien a pesar de tener 18 años de edad y parecer humilde se le descubren varios nombres artísticos, viajes a Sudamérica y Europa, trabajos como modelo de ropa interior y hasta una participación en varias películas al lado de grandes actores de Hollywood como Salma Hayek, se desconoce la información de su vida personal, la cual a pesar de su triunfo en el reality no quiso obtener el primer lugar por lo que sumo sus votos a María Fernanda para que ganara la Academia 6, diciendo "Quiero que gane María Fernanda, mis votos son para ella.", desistiendo al primer lugar y Jackie que al enterarse de que interpretaría en el siguiente concierto una canción de Marco Antonio Solís "El Buki", mencionó su experiencia en la que estuvo en pláticas para trabajar con él durante tres años y nunca concretó nada, además de que le mostró interés por ella físicamente.
La final se celebró en el estadio Víctor Manuel Reyna en Chiapas. Los finalistas fueron Fabiola Rodas, Luis Armando, Valeria y Perla. La ganadora fue María Fernanda Alvo de Zapopan, Jalisco.

## La Academia: Séptima generación (2009)
El casting se realizó en más de 30 ciudades de México. Tiene como directora a Lolita Cortés y los presentadores durante los conciertos son Rafael Araneda e Ingrid Coronado. En un inicio se anunció que serían 36 los participantes, 18 hombres y 18 mujeres, pero Jorge Vázquez de 20 años no se presentó al primer concierto dejando el concurso debido al miedo escénico.

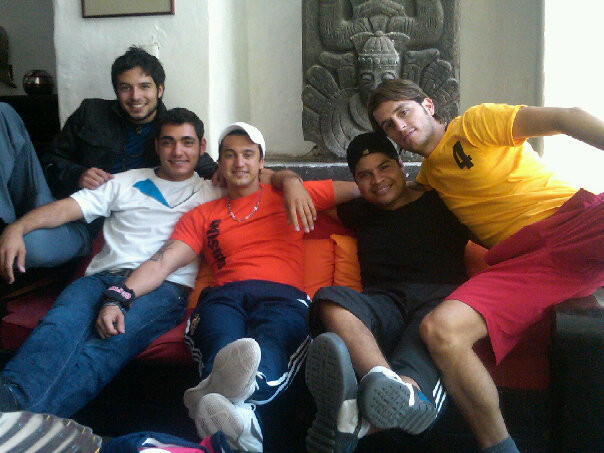
(izq. a der.) Agustín, Oscar, Sebastián, Napoleón y Menny formaron el extinto grupo TOBBY, (excepto Napoleón).

La mecánica de esta "Nueva Academia" se basó en la eliminación grupal de alumnos, basados en las votaciones de los jueces Arturo López Gavito, Olga Tañón, Anette Fradera (cómo sustituta) y Chacho Gaytán. Los alumnos de esta nueva generación mostraban sus aptitudes no solo en el terreno vocal mediante su actuación en el canto, sino también desarrollándose en diversas facetas de desenvolvimiento escénico mediante el baile con coreografías que eran ensayadas y practicadas durante las semanas dentro del recinto además de estudiar y preparar su canción cada semana.
Así mismo, esta generación se distinguió por ser una academia que formó a sus participantes en lo musical, presentando números acústicos con acompañamientos instrumentales a cargo del resto de los integrantes del concurso apoyando al participante que se presentaba con su canción. Otra relevancia, fue que a partir de esta generación la directora artística junto con el grupo de maestros aparecían en un extremo del escenario, sentada en una mesa con un botón interruptor, la directora Lola Cortés podría realizar intervenciones durante las críticas de los jueces del programa para apelar las opiniones con comentarios a favor de los alumnos de La Academia.
Durante esta generación, la hermana de Lola Cortés (directora de La Academia), la actriz y cantante Laura Cortés formó un grupo de 5 participantes del concurso, llamado "El Club de TOBBY" integrado por Menny Carrasco, el argentino Agustín Argüello, Óscar Jiménez, Napoleón Robleto de Guatemala y Sebastián Martingaste, quienes con su participación aseguraron su lugar en la final del concurso al lado de la niña prodigio del canto de 16 años de edad, la mexicana Giovanna Paz quien se hizo acreedora al primer lugar y al título de ganadora indiscutible del gran premio en la gran final de La Nueva Academia realizada en Chiapas.

## La Academia: Octava generación (2010)
Fue el 31 de julio de 2010 cuando iniciaron las audiciones para la Temporada 8; primero en los Estados Unidos, y más adelante en todo México y otros países de América Latina. También se lanzó una audición en línea con base en votos, en donde los aspirantes subían fotos, así como vídeos en los que demostraban su voz, baile y habilidades tocando instrumentos.
La Academia regresó en septiembre de 2010, presentando a la Octava Generación. La temporada se llamó "La Academia Bicentenario", en honor de los 200 años de México. La producción de esta temporada nuevamente estuvo a cargo de Magda Rodríguez y Lolita Cortés regresó como directora de La Academia. 

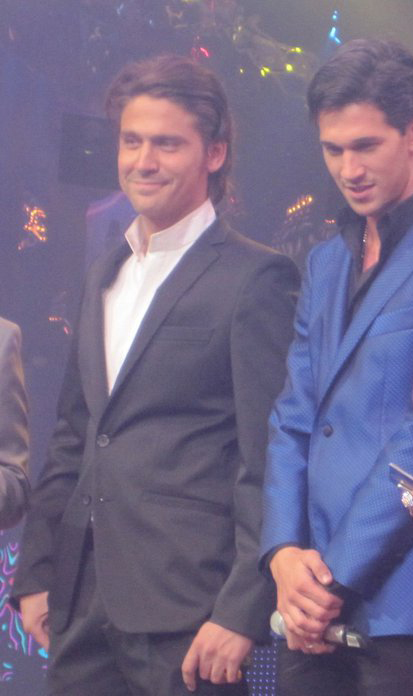
Guillermo Martín y Paolo Ragone.

La octava generación fue integrada por 48 participantes provenientes de México, Argentina, Cuba, España, Guatemala, Venezuela, Chile y El Salvador. Por tercera vez consecutiva, la final se realizó en el estado de Chiapas, en el Estadio Víctor Manuel Reyna, albergando las presentaciones de 10 finalistas en dos rondas musicales. Cuatro finalistas fueron eliminados por menor cantidad de votos al terminar la primera ronda: Eri Carranco, Gerardo Cuevas, Daniel Riolobos III y Johnny Sigal. Al finalizar la segunda ronda, Edu del Prado fue eliminado obteniendo el sexto lugar. 
Finalmente Esmeralda Ugalde de San Luis Potosí, se hizo acreedora al millón de pesos coronándose como la ganadora de La Academia Bicentenario, dejando a la chilena Carolina Soto, Edgar de Tijuana y Luis de Chiapas en las posiciones consecuentes respectivamente. Paolo Ragone fue nombrado ganador internacional de acuerdo a las calificaciones de los críticos y maestros de La Academia, sin embargo por votaciones del público, obtuvo tan solo el quinto lugar de La Academia Bicentenario.

## La Academia: Novena generación (2011)
En la edición número 9, el reality show se lanzó a la vanguardia y se convirtió en el primer programa de este tipo en transmitir sus emisiones en 3D, para el público con televisor de ese formato; Alberto Santini Lara, director de Azteca Trece, se dijo orgulloso por lanzar el primer reality “en el mundo” con el novedoso formato 3D, así como del innovador escenario montado en 360 grados. 
La premier de la Temporada 9 fue el 14 de agosto de 2011, con la llegada en autobús de los 35 alumnos a la casa de La Academia, acompañados por diferentes talentos de TV Azteca como padrinos de esta generación; varios eran provenientes de toda la república mexicana, el resto eran originarios de países como Argentina, Ecuador, Estados Unidos, Guatemala, Puerto Rico y Venezuela; Eduardo Capetillo fue elegido como el director de la Novena Generación y  personalmente recibió en la puerta a los académicos.
El primer concierto se realizó el 21 de agosto, con Rafael Araneda conduciendo por cuarta vez consecutiva, acompañado está vez por la estrella de los años 90, Bibi Gaytán. Lolita Cortés regresó al panel de críticos, luego de haber estado 2 generaciones como directora; Arturo López Gavito y Chacho Gaytán estuvieron por tercera vez continúa como mancuerna. 
Después del concierto 11, el director Eduardo Capetillo, en vista de que los alumnos estaban desmotivados y ya se estaban conformando con lo que hacían, decidió ir a la calle a buscar "Nuevo Talento"; en el concierto 12 se integraron 3 nuevos alumnos Cecilia, Héctor y Daniela para motivar a los alumnos a competir, además se incorporó un nuevo incentivo en la competencia, donde cada alumno recibió 250.000 pesos mexicanos, el ganador de cada duelo se quedaba con la mitad del dinero de su contrincante perdedor y que la única forma de cobrar el dinero acumulado es ganando La Academia; Eduardo Capetillo continúo buscando Nuevo Talento y fue de esa forma que en el concierto 13 ingresaron a la competencia a Poncho, Gaby y Valeria, esta última de Chile; los alumnos mostraron desacuerdo con los nuevos alumnos, debido a que entraron cuando el proyecto estaba por terminar.
Erick Sandoval se colocó como el triunfador de la Novena Generación en la final celebrada el 18 de diciembre. 

## La Academia: Décima generación (2012)
La décima temporada del programa musical de telerrealidad La Academia dio inicio el 26 de agosto de 2012, presentándose con una serie de cambios tanto en el formato del programa como en su equipo.
DIcha edición fue realizada en los estudios de Azteca Novelas, ubicados en Tlalpan, Ciudad de México.
Ingrid Coronado regresó como conductora, acompañada ahora por Fernando del Solar, mientras que el panel de críticos se integró con dos ex académicos Yahir y Myriam en el cuarto concierto, la cantante española Marta Sánchez, el productor y músico estadounidense Cruz Martínez y el cantante de música regional mexicana Julio Preciado. El director de esta temporada fue el músico y excrítico del programa Chacho Gaytán.
En esta edición se celebraron los primeros diez años de La Academia desde su primera transmisión en el 2002, motivo por el cual en el primer concierto se logró reunir a 11 de los 14 ex académicos de la primera generación, mientras que fueron 26 los alumnos seleccionados para participar en esta edición.
La semifinal se llevó a cabo en Acapulco de Juárez, Guerrero, el 9 de diciembre, mientras que el 16 de diciembre la gran final en el Estadio Víctor Manuel Reyna, en Tuxtla Gutiérrez, Chiapas, por quinta vez consecutiva, en la cual resultó ganador el sonorense Alexis Montoya.

## La Academia: Decimoprimera generación (2018)
A principios de abril del 2018, se anunció el regreso de La Academia, mediante el programa de espectáculos Ventaneando y durante la primera gala de Mexicana Universal. El sábado 21 de abril de 2018 iniciaron los casting en la Ciudad de México, otros casting se llevaron a cabo en Monterrey, Guadalajara, Tuxtla Gutiérrez y Tijuana, además en ciudades extranjeras como Los Ángeles y Ciudad de Guatemala, así como la realización de castings vía online.
Como parte de la promoción del regreso de reality, TV Azteca estrenó el lunes 23 de abril de 2018 el programa de televisión Todo un Show: Camino a la fama, la cual presenta todos los acontecimientos acerca del medio de la música, así como recordar a aquellos que formaron parte de La Academia en el pasado, además de contar con exalumnos del reality como invitados de la emisión que se emite de lunes a viernes por Azteca Uno.
El lunes 14 de mayo de 2018 se realizó la presentación y bienvenida al conductor Adal Ramones, después de haber pertenecido a Televisa, ahora como parte de Televisión Azteca y de la edición 2018 de La Academia. El 28 de mayo de 2017 se anunció durante el noticiario matutino Hechos AM a Héctor Martínez como director de La Academia 2018. Martínez regresa al programa, pues ya había sido director de la primera, la primera parte de La Academia segunda generación y la sexta generación. A finales de mayo se anunció la fecha de estreno, que sería el domingo 08 de julio de 2018 a las 8pm por Azteca Uno.
El domingo 24 de junio de 2018, TV Azteca realizó un pequeño reencuentro de la Primera Generación en el programa Todo un show, donde aparecieron Miguel Ángel, Nadia, Laura, Wendolee, Alejandro y Hector, así como algunos exalumnos de generaciones posteriores como Leticia e Israel de la tercera generación, Adrían, Cynthia y José Luis de la cuarta, el ganador de la quinta Samuel, Sebastián de la séptima, la ganadora de La Academia Bicentenario, Esmeralda Ugalde y el ganador de la décima generación Alexis Montoya. Durante ese programa, Adal Ramones dio ejemplos sobre quiénes serían los jueces de la nueva generación a través de pistas de logros que había hecho uno de los críticos, así como se realizó un pequeño homenaje a los exalumnos de La Academia, Hiromi, exalumna de la tercera generación, quien lamentablemente falleció en septiembre de 2017; y Edu del Prado de la octava, quien falleció un día antes del programa especial de reencuentro.
El miércoles 04 de julio de 2018, los programas de Televisión Azteca, Hechos AM, Venga la alegría, Todo un show, Ventaneando y Enamorándonos hicieron cobertura especial para la presentación de los 18 aspirantes de esta generación, así como la presentación oficial de los cuatro jueces, así como los maestros. En Venga la alegría y Todo un show presentaron a los 18 aspirantes, Ventaneando presentó a 3 de los 4 jueces: Edith Márquez, Edwin Luna y el regreso al programa de Arturo López Gavito y a los maestros oficiales. A las 9:00pm de ese miércoles, TV Azteca realizó una conferencia para la presentación a los medios de La Academia, teniendo a Adal Ramones como presentador de la conferencia, donde se presentó al cuarto juez: el locutor de radio, presentador y crítico de televisión Horacio Villalobos.
El primer concierto se realizó el domingo 8 de julio de 2018, de nueva cuenta en Azteca Novelas; fue presentado como una última audición para definir a los 16 alumnos. A partir de esta generación quedaron eliminados los resúmenes que se transmitían de lunes a viernes; el objetivo principal de esa decisión fue apoyar a TV Azteca en su complemento digital, promocionando el entonces nuevo servicio de streaming gratuito, TV Azteca en Vivo, que La Academia usó como único medio para presentar en vivo las clases, las revisiones de concierto, los descansos, etc. 
Dalia, Paola, Alexis, Silvia, Katherin y Diego fueron los alumnos que se ganaron la admiración del público al llegar a la semifinal. En la Gran Final, Paola Chuc fue triunfadora máxima.

## La Academia: Decimosegunda generación (2019-2020)
La decimosegunda generación dio inicio el 27 de octubre de 2019 con un programa especial llamado Camino a La Academia: Último gran casting, conducido por Facundo, en el cual se presentaron 19 aspirantes (16 de México, 2 de Honduras y 1 de Guatemala), de los cuales fueron seleccionados 15 para ingresar a la casa, incluyendo a las gemelas Jaz y Stephy Sotelo, quienes participaron en conjunto como un dúo. El primer concierto se realizó el domingo 10 de noviembre de 2019. 
El programa contó nuevamente con la conducción principal de Adal Ramones con la compañía de la ex académica Cynthia Rodríguez, además de la incorporación de William Valdés como host digital (conductor del Digital Room, sala tras bambalinas en donde se entrevistaba a los participantes e invitados y en donde se leían los mensajes enviados por los seguidores a través de las redes sociales).

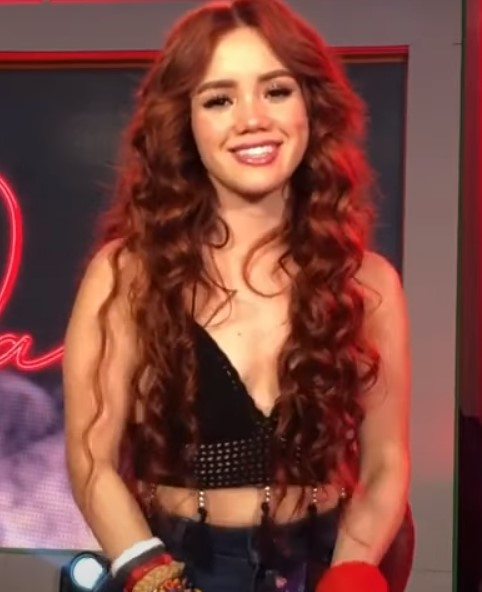
Dalú ganadora de La Academia 2019-2020.

Desde el 23 de octubre de 2019 fueron confirmados como jueces los cantantes Danna Paola, Alexander Acha y Remmy Valenzuela, así como el regreso del productor, mercadólogo y representante Arturo López Gavito y del conductor, locutor y actor Horacio Villalobos. Héctor Martínez volvió como director de La Academia, mientras que se incorporó la figura de mentor de los académicos, cuyo rol llevó a cabo el cantautor, músico y compositor chileno Beto Cuevas. Remmy Valenzuela sólo estuvo presente en el último gran casting y en el primer concierto.
Cinco concursantes fueron los que llegaron tanto a la semifinal como a la gran final. La ganadora de La Academia 2019 fue Dalú, el segundo lugar fue para Angie Flores y el tercero fue para Carlos Torres.

## La Academia: Decimotercera generación (2022)
Esta es la segunda edición de La Academia con temática conmemorativa, pues coincidió con el vigésimo aniversario de su estreno en la televisión mexicana. 
El 9 de mayo de 2022, fueron confirmados los cuatro jueces habituales de la emisión. Se anunció así el esperado regreso de la cantante y actriz de teatro musical Lolita Cortés al jurado, después de no haber estado en 3 generaciones; también volvieron el productor musical, mercadólogo y representante Arturo López Gavito, y el conductor, locutor y actor Horacio Villalobos, por tercera vez continúa como mancuerna; y por primera vez la cantante de regional mexicano y exreina de belleza Ana Bárbara; la integración de Ana Bárbara se dio probablemente para dar un cierre definitivo al pleito que ella había protagonizado junto a Arturo López Gavito en la duodécima generación de La Academia, debido a que él había expresado su disgusto por uno de los temas de Ana, «Lo busqué», que fuera interpretado en aquella generación por la académica hondureña Angie Flores.
El 4 de junio de ese año, se confirmó para la conducción a una figura fundadora de este proyecto, Yahir Othón Parra, exalumno de la Primera Generación y actual estrella. El debút de Yahir como conductor tuvo opiniones divididas, pues a pesar de la pasión y energía que el exacadémico imprimió en la conducción y al apoyo de su gran base de fanáticos, buena parte de la audiencia echó de menos la labor de algún conductor más experimentado. Sin embargo, su participación fue positiva para los académicos de está generación, quienes vieron en él una figura que los comprendía porque ya había pasado por la misma situación que ellos.
La premier de esta generación fue precedido por dos programas especiales; el primero, una rueda de prensa transmitida en línea el 7 de junio con formato de concierto en la que los aspirantes a académicos que aprobaron las pruebas anteriores, hicieron la penúltima audición frente al jurado del programa, y se eligieron sólo a 16 chicos para la última audición. El segundo programa especial fue un minidocumental La Academia: 20 años de historia transmitido el 11 de junio, en el que se rememoraron algunos de los momentos más impactantes en la historia del reality.
La Temporada 13, conocida como La Academia 20 años,  arrancó oficialmente el 12 de junio de 2022 con la audicion final de los 16 aspirantes elegidos, donde el jurado selecciono a los 15 alumnos. En esta temporada, el formato se transformó totalmente al emitir dos conciertos semanales los días sábados y domingos. El concierto del sábado se destinó principalmente a desafíos preliminares (por ejemplo, duelos entre alumnos), y el concierto del domingo se destinó al desafío principal de la semana y a la eliminación de alguno de los integrantes de la casa.
Dentro de la casa y la escuela de La Academia, el cantante y compositor Alexander Acha fungió como director por primera vez, situación que contrastó con su rol como crítico en la generación anterior. Como en la duodécima generación, los académicos contaron con un mentor, papel que le fue asignado al músico y compositor Aleks Syntek. Muchos de los profesores de generaciones anteriores regresaron, entre ellos el cantante, locutor y actor Alberto "Beto" Castillo, la coreógrafa profesional Guillermina «Guille» Gómez Silva, y el actor, director y cantante Raúl Carballeda.
Esta generación fue la única transmitida durante la pandemia de la COVID-19 en México. Debido a ello, la producción tuvo que tomar medidas de precaución para evitar contagios entre los participantes, profesores, jurado y el resto del equipo de realización. Aun así, una de las académicas, Rubí, contrajo el virus, lo que ocasionó su aislamiento del resto de sus compañeros. Además, durante el mismo período de tiempo, muchos académicos fueron hospitalizados por la infección de una bacteria de origen desconocido. Solo las académicas Cesia y Mar Rendón permanecieron en la casa de La Academia en buen estado de salud.
Seis participantes llegaron a la semifinal, en la que cada uno tenía preparado cuatro temas, pasando por tres etapas, la primera conformándose por tres duetos, de los cuales quedaron sólo tres participantes, Nelson, Mar y Eduardo. En la segunda fase se enfrentaron con presentaciones individuales y finalmente los dos últimos alumnos, Nelson y Eduardo, se batieron en un duelo por el pase a la gran final. Nelson Carreras fue el ganador por el voto de público, convirtiéndose en el primer finalista y ganando 30,000 pesos.
La final se dividió en 2 partes, en la primera se presentaron individualmente, así como con ex-académicos de ediciones pasadas del reality show. Al final, el público eligió qué dueto era el ganador, ganando Cesia Sáenz 50 mil pesos por su actuación con Erika Alcocer. A su vez, al principio del concierto, Lolita Cortés anunció en nombre del panel de críticos, que al terminar el concierto le regalarían un automóvil al académico que más destacó y creció por entre los demás, siendo elegido así el guatemalteco, Nelson Carreras.
La ganadora de La Academia 2022 fue Cesia Saénz, el segundo lugar fue para Andresse, el tercer lugar para Mar Rendón, el cuarto lugar para Nelson Carreras y el quinto para Rubí Ibarra García.

## La Academia: Decimocuarta generación (2024)
El 1 de septiembre de 2022, se confirmó una Decimocuarta Generación para La Academia que planeaba lanzarse a finales de 2023, pero el 10 de agosto de ese año, durante una conferencia con TV Azteca, Arturo López Gavito confirmó que dicha generación se formaría en 2024; los castings del reality se dieron a conocer tiempo después. En marzo de 2024, se dio a conocer el regreso de Héctor Martínez como director. 
La temporada 14 de La Academia inició el domingo 21 de julio de 2024, regresando su tradicional formato de 1 concierto a la semana y además, volvieron a emitirse los resúmenes de lunes a viernes. 
En esta ocasión, el jurado estuvo conformado nuevamente por Lola Cortés y Arturo López Gavito, y por primera vez los cantantes Espinoza Paz y Chiquis Rivera, mientras que la conducción corrió a cargo de Jaime Camil, quien reapareció en las pantallas de TV Azteca luego de casi 3 décadas de haberse retirado de dicha empresa.
Contó con Disney + por primera vez para ser el streaming oficial de esta generación; al igual que TV Abierta, emitió los conciertos y los resúmenes, pero sólo en dicha plataforma se encontraba la transmisión 24/7 y 2 programas exclusivos, uno previo al concierto y otro después del mismo.  
El domingo 6 de octubre Mario Girón, originario de Nuevo León se consagró como el ganador, seguido de Caro Heredia en segundo lugar; en tercer lugar, Julio Ávila; en cuarto lugar, Isaveli Laina; en quinto lugar, Mar Lara; en sexto lugar Brisa Santana y en séptimo lugar Edith Evans.
⁹

## La Academia 2026: Decimoquinta Generación
La producción de TV Azteca pronto anunciará los castings, se desconoce la fecha de inicio de esta generación.

## Spin-Offs
| Programas                    | Generaciones | Conciertos / Episodios | Inicio              | Fin                      |
| ---------------------------- | ------------ | ---------------------- | ------------------- | ------------------------ |
| 1.er Desafío de estrellas    | 1-2          | 15                     | 6 de abril de 2003  | 13 de julio de 2003      |
| Homenaje a                   | 1-2          | 11                     | 20 de julio de 2003 | 28 de septiembre de 2003 |
| 2.do Desafío de estrellas    | 1-4          | 25                     | 8 de enero de 2006  | 25 de junio de 2006      |
| El gran Desafío de estrellas | 1-6          | 14                     | 19 de abril de 2009 | 26 de julio de 2009      |
| Segunda oportunidad          | 1-7          | 11                     | 21 de marzo de 2010 | 6 de junio de 2010       |

### Desafío de estrellas
Desafío de estrellas fue un reality show musical producido por TV Azteca, la segunda televisora más importante de México. El formato era similar a La Academia con concursantes eliminados cada semana y la gran final con los favoritos concursando por el primer lugar. Se realizaron tres ediciones del reality.
- La versión del 2003 estuvo conformada sólo por todos los concursantes de las dos primeras generaciones de La Academia.
- La versión del 2006 estuvo conformada por algunos concursantes de las primeras cuatro generaciones, así como por algunos artistas de TV Azteca.
- La versión del 2009 estuvo conformada por algunos concursantes de las primeras seis generaciones, así como por algunos artistas de TV Azteca.

### Homenaje a...
Homenaje a... se estrenó una semana después de la final del primer Desafío de estrellas con las dos primeras generaciones. Para cada concierto semanal eran elegidos ciertos concursantes para interpretar canciones de algún mismo artista o un género en común, y al final el que tuviera más votos del público ganaba $100,000 pesos.

### Segunda oportunidad
Segunda oportunidad reunió a los participantes no ganadores de las primeras siete generaciones de La Academia, así como La Academia USA. Fueron 52 participantes, divididos en equipos de cuatro miembros cada uno, pasan cada semana en un lugar aislado, aprenden y desarrollan sus habilidades artísticas y luego compiten entre sí durante un concierto semanal.

## Historias de éxito
La Academia ha sido el reality show más importante y exitoso de TV Azteca, pero no todos sus alumnos han rendido los frutos que se esperaba, ya sea por falta de apoyo, talento o compromiso. Yuridia, Yahir, Laura Caro, María Inés Guerra, Vince Miranda y Carlos Rivera, son solo algunos integrantes que siguen bajo los reflectores, que siguen luchando en el medio tan competitivo.
1. Carlos Rivera, ganador del primer lugar en la tercera generación, decidió alternar el canto con la actuación. Con 5 obras musicales, una de ellas en España y 2 discos de estudio que se ha consolidado como uno de los grandes exponentes en la música.[3][26]
2. Yahir, finalista de la primera generación, ha desarrollado una carrera que incluye nueve producciones discográficas, además de haber participado en cuatro telenovelas y una producción de teatro musical.
3. Myriam Montemayor, ganadora de la primera generación, ha desarrollado una carrera discográfica que incluye 13 producciones. También ha sido galardonada con múltiples reconocimientos incluyendo discos de oro,[28] platino[29] y multiplatino[30] por sus producciones musicales. Paralelamente, Myriam también ha desarrollado una carrera como actriz en producciones de teatro musical como Jesucristo Superestrella[31] y Cats.[32]
4. Yuridia, ganadora de un segundo lugar en la emisión de TV Azteca, lleva en su carrera varios discos que han logrado vender 3,5 millones de copias en Latinoamérica.[3][26][33]
5. Nadia, finalista de la primera generación, ha lanzado en total 9 producciones discográficas, así también ha participado en diferentes programas de talentos, incursionó como presentadora de un programa de entrevistas.
6. Víctor García, ganador del segundo lugar de la primera generación, ha lanzado un total de 8 producciones discográficas con gran éxito.

Otros exalumnos como Toñita, María Inés Guerra, Wendolee, José Antonio de la O, Raúl Sandoval, Erika Alcocer Luna, Hiromi Hayakawa, Laura Caro, Leticia López, Jolette, Cynthia Rodríguez, Fátima Molina, Vince Miranda, Colette, María Fernanda Alvo, Carolina Soto, Esmeralda Ugalde, Cecilia de la Cueva, Mar Rendón, Nelson Carreras y Rosalía León han participando en obras teatrales, programas televisivos o han lanzado por lo menos alguna producción discográfica.

## Discografía

### Como generación
La siguiente tabla incluye recopilación, ediciones especiales, homenajes, karaokes y remixes de material discográfico lanzado por los exalumnos como generación, no como solistas.
| Año  | Álbum | Certificación       |
| ---- | --- | ------------------- |
| 2002 | La Academia: Primera generación - 21 álbumes de estudio G1: Myriam, Nadia, Toñita, Estrella, Laura, María Inés, Wendolee, Víctor, Miguel Ángel, Yahir, Raúl, José Antonio, Alejandro, Héctor | - Disco de Diamante |
| 2003 | La Academia: Ediciones especiales - 4 álbumes de estudio (Edición Especial/Ellas/Ellos/Remixes para bailar) G1: Myriam, Nadia, Toñita, Estrella, Laura, María Inés, Wendolee, Víctor, Miguel Ángel, Yahir, Raúl, José Antonio, Alejandro, Héctor | —                   |
| 2003 | La Academia: Segunda generación - 11 álbumes de estudio G2: Erika, Rosalía, Azeneth, Andrea, Ana Lucia, Alejandra, Karla, Gisela, Elisa, Marco, Manuel, Freddy, Adrián, Enrique, Fabricio, Víctor Javier, Mauricio, Marvin | —                   |
| 2003 | La Academia: Homenaje a... - 4 álbumes de estudio (Celia Cruz/Juan Gabriel/México/Grandes Duetos) G1: Myriam, Nadia, Toñita, Estrella, Laura, María Inés, Víctor, Miguel Ángel, Yahir, Raúl, José Antonio, Hécor G2: Erika, Rosalía, Azeneth, Andrea, Ana Lucia, Alejandra, Marco, Manuel, Freddy, Adrián, Víctor Javier                                                                                               | —                   |
| 2004 | La Academia:Tercera generación - 13 álbumes de estudio G3: Dulce, Melissa, Leticia, Hiromi, Suzette, Maricarmen, Marcia, Marla, Jessica, Carlos, Israel, César, Rycardo, Martín, Rodrigo, Arturo, Esteban, Diego | —                   |
| 2005 | La Academia: Cuarta generación - 14 álbumes de estudio G4: Yuridia, Cynthia, Silvia, Jolette, Johanna, Paula, Abyade, Karina, Anahí, Erasmo, Adrián, Edgar, José Luis, Marco, Mario, Alan, Óscar, René | —                   |
| 2006 | Desafío de estrellas 2 - 1 álbum de estudio G1: Miguel Ángel, Nadia, Raúl, Estrella, Toñita G2: Erika, Manuel G3: Carlos, Dulce, Melissa, Leticia G4: Erasmo, Yuridia, Adrián, Cynthia, Edgar, Silvia, José Luis Otros Artistas: Aranza, Alejandra Ley, Benjamín, Claudia Pelayo | —                   |
| 2006 | La Academia cinco: Generación de la luz - 2 álbumes de estudio G5: Colette, Marbella, Renata, Yazmin, Julia, Isabel, Citlali, Diana, Samuel, Vince, Noé, Diego, César | —                   |
| 2006 | Navidad con las estrellas de La Academia - 1 álbum de estudio G1: Myriam, Víctor, Miguel Ángel, Yahir, Nadia, Raúl, Estrella G2: Erika G3: Carlos, Dulce G4: Erasmo, Adrián, Cynthia, Marco G5: Samuel, Colette | —                   |
| 2007 | La Academia le canta a José Alfredo Jiménez - 1 álbum de estudio G1: Myriam, Víctor, Miguel Ángel, Yahir, Raúl, Estrella G2: Erika G3: Carlos, Leticia G4: Erasmo, José Luis, Marco G5: Marbella | —                   |
| 2008 | Lo mejor de La Academia - 1 álbum de estudio G1: Myriam, Víctor, Miguel Ángel, Yahir, Nadia, Raúl, Estrella G2: Erika G3: Carlos, César (La Posta) G4: Erasmo, Yuridia, Adrían (La Posta), Cynthia, Silvia (La Posta), José Luis G5: Samuel, Colette, Vince (La Posta), Yazmin (La Posta), Citlali (La Posta) | —                   |
| 2008 | La Academia última generación - 1 álbum de estudio G6: María Fernanda, Fabiola, Valeria, Alex, Jackie, Perla, Alba, Luis Armando, Matias, Esteban, Wilfredo, Héctor, Iván | —                   |
| 2009 | La Nueva Academia - 1 álbum de estudio G7: Giovanna, Fabiola, Luz, Paty, Jaccyve, Sebastián, Napoleón, Agustín, Menny, Óscar, Mike | —                   |
| 2010 | La Academia bicentenario - 1 álbum de estudio G8: Esmeralda, Carolina, María, Deyra, Eri, Paolo, Edgar, Edu, Johnny, Andrés, Álvaro, Benjamín, Daniel, Luis, Gerardo | —                   |
| 2012 | La Academia 10 años CD/DVD - 1 álbum de estudio G1: Myriam, Nadia, Toñita, Estrella, Laura, María Inés, Wendolee, Víctor, Miguel Ángel, Yahir, Raúl, José Antonio, Alejandro, Héctor G2: Erika G3: Carlos, Melissa G4: Erasmo, Yuridia, Adrián, Cynthia G5: Samuel G6: María Fernanda, Matías G7: Giovana, Sebastián, Napoleón, Agustín, Menny, Óscar G8: Esmeralda, Carolina, Paolo G9: Erick, Pablo, Carmen, Melissa | —                   |
| 2014 | Navidad con la esperanza azteca - 1 álbum de estudio G1: Víctor, Yahir, Raúl, Nadia G3: Carlos G6: Alex G8: Esmeralda G9: Yanilen, Melissa | —                   |

### Como solista o grupo
Esta tabla contiene material lanzado por los exalumnos, como solistas o en grupo musical solo después de su participación en La Academia, no incluye discografía antes del reality.
| Temporada | Participante                      | Álbum                                       | Año de publicación | Discográfica           |
| --------- | --------------------------------- | ------------------------------------------- | ------------------ | ---------------------- |
| 1         | Myriam Montemayor                 | Mi historia en La Academia                  | 2003               | EMI Music              |
| 1         | Myriam Montemayor                 | Una mujer                                   | 2003               | EMI Music              |
| 1         | Myriam Montemayor                 | Myriam                                      | 2004               | EMI Music              |
| 1         | Myriam Montemayor                 | Vete de aquí                                | 2005               | EMI Music              |
| 1         | Myriam Montemayor                 | Simplemente amigos                          | 2007               | EMI Music              |
| 1         | Myriam Montemayor                 | Lo mejor de Myriam                          | 2007               | EMI Music              |
| 1         | Myriam Montemayor                 | Cambio de piel                              | 2008               | EMI Music              |
| 1         | Myriam Montemayor                 | Regio corazón, alma mexicana                | 2011               | EMI Music              |
| 1         | Myriam Montemayor                 | 10 años                                     | 2012               | EMI Music              |
| 1         | Myriam Montemayor                 | Reina, esclava o mujer                      | 2014               | EMI Music              |
| 1         | Víctor García                     | Víctor García                               | 2003               | Sony Music             |
| 1         | Víctor García                     | Loco por ti                                 | 2005               | Sony Music             |
| 1         | Víctor García                     | Arráncame                                   | 2006               | Sony Music             |
| 1         | Víctor García                     | Lo mejor de mí                              | 2007               | Sony Music             |
| 1         | Víctor García                     | Cuando amar duele                           | 2009               | Sony Music             |
| 1         | Víctor García                     | Amorcito corazón                            | 2010               | Sony Music             |
| 1         | Víctor García                     | Mi regreso                                  | 2025               | Sony Music             |
| 1         | Miguel Ángel Rodríguez Chapital   | Si tú supieras... amor                      | 2003               | Sony Music             |
| 1         | Miguel Ángel Rodríguez Chapital   | Un hombre como yo                           | 2004               | Sony Music             |
| 1         | Miguel Ángel Rodríguez Chapital   | Romántico desafío                           | 2006               | Sony Music             |
| 1         | Miguel Ángel Rodríguez Chapital   | Al romántico de siempre                     | 2008               | Sony Music             |
| 1         | Miguel Ángel Rodríguez Chapital   | Memorias                                    | 2014               | Sony Music             |
| 1         | Yahir Othón                       | Yahir                                       | 2003               | Warner Music           |
| 1         | Yahir Othón                       | Otra historia de amor                       | 2004               | Warner Music           |
| 1         | Yahir Othón                       | No te apartes de mí                         | 2005               | Warner Music           |
| 1         | Yahir Othón                       | Con el alma entre las manos                 | 2006               | Warner Music           |
| 1         | Yahir Othón                       | Recuerdos                                   | 2007               | Warner Music           |
| 1         | Yahir Othón                       | Elemental                                   | 2009               | Warner Music           |
| 1         | Yahir Othón                       | Quiéreme - Elemental reloaded               | 2009               | Warner Music           |
| 1         | Yahir Othón                       | Las mejores baladas del pop                 | 2011               | Warner Music           |
| 1         | Yahir Othón                       | Sexto VI                                    | 2012               | Warner Music           |
| 1         | Yahir Othón                       | Zona preferente                             | 2013               | Warner Music           |
| 1         | Yahir Othón                       | + Allá                                      | 2016               | Warner Music           |
| 1         | Nadia Yvonne López Ayuso          | Nadia                                       | 2003               | Warner Music           |
| 1         | Nadia Yvonne López Ayuso          | Contigo si                                  | 2004               | Warner Music           |
| 1         | Nadia Yvonne López Ayuso          | Endúlzame el oído                           | 2005               | Warner Music           |
| 1         | Nadia Yvonne López Ayuso          | Mujer                                       | 2006               | Warner Music           |
| 1         | Nadia Yvonne López Ayuso          | Un poco de tus besos                        | 2007               | Warner Music           |
| 1         | Nadia Yvonne López Ayuso          | A puro dolor                                | 2008               | Warner Music           |
| 1         | Nadia Yvonne López Ayuso          | Con más dolor                               | 2008               | Warner Music           |
| 1         | Nadia Yvonne López Ayuso          | Éxitos remix                                | 2009               | Warner Music           |
| 1         | Nadia Yvonne López Ayuso          | De amor y desamor                           | 2009               | Warner Music           |
| 1         | Nadia Yvonne López Ayuso          | De amor y desamor edición bicentenario      | 2010               | Warner Music           |
| 1         | Nadia Yvonne López Ayuso          | Demasiado Herida                            | 2012               | Warner Music           |
| 1         | Nadia Yvonne López Ayuso          | Mexicanísima: Lo mejor                      | 2013               | Warner Music           |
| 1         | Nadia Yvonne López Ayuso          | Bésame mucho                                | 2016               | Warner Music           |
| 1         | Antonia Salazar "Toñita"          | Toñita                                      | 2003               | BMG                    |
| 1         | Antonia Salazar "Toñita"          | Las cuentas claras                          | 2004               | BMG                    |
| 1         | Antonia Salazar "Toñita"          | Desafiando el destino                       | 2006               | Universal Music        |
| 1         | Antonia Salazar "Toñita"          | La gran triunfadora                         | 2006               | Sony Music             |
| 1         | Antonia Salazar "Toñita"          | La negra de oro                             | 2009               | Universal Music        |
| 1         | Antonia Salazar "Toñita"          | Sin miedo a ser mujer                       | 2016               | Independiente          |
| 1         | Antonia Salazar "Toñita"          | Soy                                         | 2020               | Independiente          |
| 1         | Raúl Sandoval                     | Raúl en La Academia                         | 2003               | Universal Music        |
| 1         | Raúl Sandoval                     | Serenata                                    | 2003               | Universal Music        |
| 1         | Raúl Sandoval                     | Perdón porque                               | 2005               | Universal Music        |
| 1         | Raúl Sandoval                     | El desafío de una estrella                  | 2006               | Universal Music        |
| 1         | Raúl Sandoval                     | Mi otro camino                              | 2007               | Universal Music        |
| 1         | Raúl Sandoval                     | Ánimo raza                                  | 2011               | Universal Music        |
| 1         | Estrella Veloz                    | Estrella de La Academia                     | 2003               | Universal Music        |
| 1         | Estrella Veloz                    | Estrella                                    | 2003               | Universal Music        |
| 1         | Estrella Veloz                    | De los pies al corazón                      | 2005               | Universal Music        |
| 1         | Estrella Veloz                    | Tatuajes del corazón                        | 2009               | Universal Music        |
| 1         | Estrella Veloz                    | Contigo gano                                | 2013               | Independiente          |
| 1         | Laura Caro                        | Libélula                                    | 2007               | Independiente          |
| 1         | Laura Caro                        | Grandes éxitos                              | 2009               | Independiente          |
| 1         | María Inés Guerra                 | María Inés                                  | 2003               | BMG                    |
| 1         | José Antonio de la O              | Mi historia en La Academia                  | 2003               | EMI Music              |
| 1         | José Antonio de la O              | Camaleón                                    | 2003               | EMI Music              |
| 1         | José Antonio de la O              | Niña Rock - De azahares y otras flores      | 2010               | Independiente          |
| 1         | José Antonio de la O              | Dual                                        | 2020               | Independiente          |
| 1         | Wendolee Ayala                    | Quiero ser tu amante                        | 2011               | Independiente          |
| 1         | Wendolee Ayala                    | Wendolee                                    | 2012               | Independiente          |
| 1         | Wendolee Ayala                    | Wendolee parte dos                          | 2013               | Independiente          |
| 1         | Wendolee Ayala                    | De corazón ranchero                         | 2015               | Independiente          |
| 1         | Wendolee Ayala                    | Mi vida con banda                           | 2018               | Independiente          |
| 1         | Wendolee Ayala                    | Del otro lado                               | 2020               | Independiente          |
| 1         | Héctor Zamorano                   | Mi sabor                                    | 2003               | Warner Music           |
| 2         | Erika Alcocer Luna                | Devuélveme la vida                          | 2003               | Warner Music           |
| 2         | Erika Alcocer Luna                | 11:11                                       | 2015               | Independiente          |
| 2         | Erika Alcocer Luna                | Como yo                                     | 2018               | Independiente          |
| 2         | Marco Moreno "Marco Moré"         | Por ti                                      | 2004               | Independiente          |
| 2         | Marco Moreno "Marco Moré"         | Laif - Laif                                 | 2008               | Sony Music             |
| 2         | Manuel Mancillas                  | Manuel                                      | 2003               | EMI Music              |
| 2         | Freddy Bautista                   | Por tu culpa yo                             | 2003               | Independiente          |
| 2         | Freddy Bautista                   | Mi confesión                                | 2010               | Independiente          |
| 2         | Freddy Bautista                   | Ahora puedo sonreir                         | 2020               | Independiente          |
| 2         | Rosalía León Oviedo               | Rosalía León                                | 2003               | Sony Music             |
| 2         | Rosalía León Oviedo               | Alegorías                                   | 2012               | RAI Emsamble Discos    |
| 2         | Rosalía León Oviedo               | Más alto                                    | 2017               | RAI Emsamble Discos    |
| 2         | Enrique Virrueta                  | Enrique Virrueta                            | 2007               | Independiente          |
| 2         | Enrique Virrueta                  | Después de ti                               | 2008               | Independiente          |
| 2         | Azeneth González                  | Va más allá                                 | 2005               | Libre Música Cristiana |
| 2         | Azeneth González                  | Vida                                        | 2009               | Libre Música Cristiana |
| 2         | Azeneth González                  | Me atreveré                                 | 2011               | Libre Música Cristiana |
| 2         | Azeneth González                  | Cristo rey                                  | 2016               | Libre Música Cristiana |
| 2         | Fabricio Martínez                 | Fabrizio                                    | 2006               | Independiente          |
| 2         | Elisa Valenzuela                  | 2+ - 2+                                     | 2010               | Sony Music             |
| 3         | Carlos Rivera                     | Carlos Rivera                               | 2007               | Sony Music             |
| 3         | Carlos Rivera                     | Mexicano                                    | 2010               | Sony Music             |
| 3         | Carlos Rivera                     | El hubiera no existe                        | 2013               | Sony Music             |
| 3         | Carlos Rivera                     | Con ustedes... Carlos Rivera en vivo        | 2014               | Sony Music             |
| 3         | Carlos Rivera                     | Yo creo                                     | 2016               | Sony Music             |
| 3         | Carlos Rivera                     | Guerra                                      | 2018               | Sony Music             |
| 3         | Carlos Rivera                     | Leyendas                                    | 2021               | Sony Music             |
| 3         | Carlos Rivera                     | ¿Qué significa el amor?                     | 2025               | Sony Music             |
| 3         | Lety López                        | Cuando ama una mujer                        | 2015               | Independiente          |
| 3         | Lety López                        | Quédate conmigo                             | 2019               | Independiente          |
| 3         | César Robles                      | La Posta - La Posta                         | 2008               | Sony Music             |
| 3         | César Robles                      | 1                                           | 2017               | Sony Music             |
| 3         | Israel Estrada                    | Hasta donde                                 | 2007               | Independiente          |
| 3         | Hiromi Hayakawa                   | Recuerdos                                   | 2006               | Independiente          |
| 3         | Martín Vaka                       | E-Piano                                     | 2018               | Independiente          |
| 3         | Rodrigo Nájera                    | Todo terreno                                | 2006               | Independiente          |
| 3         | Rodrigo Nájera                    | Sin una salida                              | 2009               | Independiente          |
| 3         | Diego Espinoza                    | Marconi - Marconi                           | 2011               | Warner Music           |
| 4         | Erasmo Catarino                   | El conde de Xalpatlahuac                    | 2005               | Sony Music             |
| 4         | Erasmo Catarino                   | A toda banda                                | 2006               | Sony Music             |
| 4         | Erasmo Catarino                   | Por un amor                                 | 2007               | Sony Music             |
| 4         | Erasmo Catarino                   | Solo por ella                               | 2012               | Sony Music             |
| 4         | Erasmo Catarino                   | En la misma habitación                      | 2014               | Sony Music             |
| 4         | Yuridia Gaxiola                   | La voz de un ángel                          | 2005               | Sony Music             |
| 4         | Yuridia Gaxiola                   | Habla el corazón                            | 2006               | Sony Music             |
| 4         | Yuridia Gaxiola                   | Entre mariposas                             | 2007               | Sony Music             |
| 4         | Yuridia Gaxiola                   | Remixes                                     | 2008               | Sony Music             |
| 4         | Yuridia Gaxiola                   | Nada es color de rosa                       | 2009               | Sony Music             |
| 4         | Yuridia Gaxiola                   | Para mí                                     | 2011               | Sony Music             |
| 4         | Yuridia Gaxiola                   | Lo esencial de Yuridia                      | 2012               | Sony Music             |
| 4         | Yuridia Gaxiola                   | 6                                           | 2016               | Sony Music             |
| 4         | Yuridia Gaxiola                   | Primera fila: Yuridia                       | 2017               | Sony Music             |
| 4         | Yuridia Gaxiola                   | Pa' luego es tarde                          | 2022               | Sony Music             |
| 4         | Yuridia Gaxiola                   | Sin llorar                                  | 2025               | Sony Music             |
| 4         | Adrián Varela                     | Una forma de sentir                         | 2005               | Sony Music             |
| 4         | Adrián Varela                     | La Posta - La Posta                         | 2008               | Sony Music             |
| 4         | Adrián Varela                     | Homenaje a los grandes                      | 2009               | Independiente          |
| 4         | Adrián Varela                     | La fuerza del amor                          | 2019               | Poprec                 |
| 4         | Cynthia Rodríguez                 | Soy                                         | 2006               | Warner Music           |
| 4         | Cynthia Rodríguez                 | Provócame                                   | 2007               | Warner Music           |
| 4         | Cynthia Rodríguez                 | Tú como yo                                  | 2011               | Sony Music             |
| 4         | Silvia Mendivil                   | La Posta - La Posta                         | 2008               | Sony Music             |
| 4         | Jolette Hernández                 | Mi sueño en La Academia                     | 2005               | Sony Music             |
| 4         | Johanna Delgado                   | Yo por ti                                   | 2007               | Italian Music          |
| 4         | René Liceaga                      | Laif - Laif                                 | 2008               | Sony Music             |
| 5         | Samuel Castelán                   | Samuel                                      | 2006               | Universal Music        |
| 5         | Colette Acuña                     | A mi manera                                 | 2006               | Sony Music             |
| 5         | Colette Acuña                     | Colette                                     | 2007               | Sony Music             |
| 5         | Marbella Corella                  | Mírame                                      | 2006               | Warner Music           |
| 5         | Renata Rodríguez                  | Con todo mi corazón                         | 2006               | EMI Music              |
| 5         | Renata Rodríguez                  | Un concierto en casa                        | 2012               | Música Cristiana       |
| 5         | Vince Miranda                     | La Posta - La Posta                         | 2008               | Sony Music             |
| 5         | Yazmín Valencia                   | La Posta - La Posta                         | 2008               | Sony Music             |
| 5         | Citlali Aguilera                  | La Posta - La Posta                         | 2008               | Sony Music             |
| 6         | María Fernanda Alvo               | G6 - El quinto día                          | 2009               | EMI Music              |
| 6         | María Fernanda Alvo               | La Sonora Santanera - Tributo a Sonia López | 2011               | Krapes                 |
| 6         | María Fernanda Alvo               | La Sonora Santanera - Felices fiestas       | 2012               | Azteca Music           |
| 6         | María Fernanda Alvo               | La Sonora Santanera - Siempre contigo       | 2013               |                        |
| 6         | María Fernanda Alvo               | La Sonora Santanera - Big band              | 2024               |                        |
| 6         | Fabiola Rodas                     | Mi gran desafío                             | 2009               | Azteca Music           |
| 6         | Fabiola Rodas                     | Esta soy yo                                 | 2016               | Independiente          |
| 6         | Fabiola Rodas                     | Más allá                                    | 2018               | Independiente          |
| 6         | Luis Armando Lozano "Paolo Botti" | Las dedicadas de Paolo Botti                | 2009               | EMI Music              |
| 6         | Luis Armando Lozano "Paolo Botti" | Mis canciones favoritas de Navidad          | 2009               | EMI Music              |
| 6         | Luis Armando Lozano "Paolo Botti" | Astrology                                   | 2011               | Independiente          |
| 6         | Luis Armando Lozano "Paolo Botti" | Cuento de hadas                             | 2013               | Independiente          |
| 6         | Valeria Dessens                   | G6 - El quinto día                          | 2009               | EMI Music              |
| 6         | Perla Estrada                     | G6 - El quinto día                          | 2009               | EMI Music              |
| 6         | Alex Garza                        | G6 - El quinto día                          | 2009               | EMI Music              |
| 6         | Jackie González                   | G6 - El quinto día                          | 2009               | EMI Music              |
| 6         | Matías Aranda                     | Tobby - Tobby                               | 2011               | Sony Music             |
| 6         | Wilfredo Pineda                   | Aunque bata la tierra                       | 2010               | Valla Records          |
| 6         | Esteban Velázquez                 | Ladrón de amores                            | 2009               | Independiente          |
| 6         | Fátima Molina                     | G6 - El quinto día                          | 2009               | EMI Music              |
| 6         | Dasahev López "El Dasa"           | Pa' la raza                                 | 2012               | Universal Music        |
| 6         | Dasahev López "El Dasa"           | Alegre y enamorado                          | 2014               | Universal Music        |
| 6         | Dasahev López "El Dasa"           | El hijo del desierto                        | 2017               | Universal Music        |
| 7         | Sebastián Martingaste             | Tobby - Tobby                               | 2011               | Sony Music             |
| 7         | Sebastián Martingaste             | Melissa & Sebastián - Melissa & Sebastián   | 2013               | Azteca Music           |
| 7         | Sebastián Martingaste             | Reencontrándome                             | 2014               | Sony Music             |
| 7         | Agustín Argüello                  | Tobby - Tobby                               | 2011               | Sony Music             |
| 7         | Menny Carrasco                    | Tobby - Tobby                               | 2011               | Sony Music             |
| 7         | Óscar Jiménez                     | Tobby - Tobby                               | 2011               | Sony Music             |
| 7         | Fabiola Jaramillo                 | Las canciones que te llegaron al corazón    | 2010               | Independiente          |
| 7         | Mayrenne Carvajal                 | Fiel a tu corazón                           | 2010               | Independiente          |
| 7         | Yadhira Méndez                    | Yadhira Méndez                              | 2011               |                        |
| 7         | Carlos Plesent                    | Asuntos pendientes                          | 2011               | Independiente          |
| 8         | Esmeralda Ugalde                  | Te quiero EP                                | 2017               | Independiente          |
| 8         | Paolo Ragone                      | No pretendo                                 | 2011               | Independiente          |
| 8         | Carolina Soto                     | Corazón de hierro                           | 2011               | Independiente          |
| 8         | Edgar García                      | 20 besos, mil caricias                      | 2011               | Independiente          |
| 8         | Edu del Prado                     | Edu del Prado                               | 2011               | Warner Music           |
| 8         | Johnny Sigal                      | Testimonio                                  | 2014               | Independiente          |
| 8         | Andrés Alejandre                  | El principio                                | 2012               | Independiente          |
| 8         | María Belén                       | Soñar                                       | 2016               | Independiente          |
| 8         | Guillermo Martín Taboada          | Amanecer zulú                               | 2013               | Independiente          |
| 8         | Gina Rivera                       | Gina Rivera                                 | 2014               | Independiente          |
| 9         | Pablo Balzano                     | Prefiero estar contigo                      | 2012               | Azteca Music           |
| 9         | Emanuel Peña                      | Sin exagerar                                | 2012               | Azteca Music           |
| 9         | Lizbeth Colin                     | Si nos dejan                                | 2011               | Azteca Music           |
| 9         | Melissa Barrera                   | Melissa & Sebastián - Melissa & Sebastián   | 2013               | Azteca Music           |
| 9         | Paco Zazueta                      | Paco Zazueta                                | 2012               | Azteca Music           |
| 9         | José Antonio Mora                 | Quiero ser                                  | 2012               | Sony Music             |
| 9         | Eduardo D'Esezarte                | Todo contigo                                | 2012               | Universal Music        |
| 9         | Gaby Luna                         | Antes                                       | 2012               | Independiente          |
| 9         | Frank Díaz                        | Hoy                                         | 2012               | Independiente          |
| 10        | Chucho Rivas                      | Mis covers                                  | 2016               | Independiente          |
| 10        | Chucho Rivas                      | Mis covers vol. 2                           | 2017               | Independiente          |
| 10        | Selene Fitch                      | Selene Fitch EP                             | 2016               | Independiente          |
| 11        | Paola Chuc                        | La Academia (En Vivo)                       | 2018               | Warner Music           |
| 11        | Alexis Cristóbal                  | La Academia (En Vivo)                       | 2018               | Sony Music             |
| 11        | Katheryn Banegas                  | La Academia (En Vivo)                       | 2018               | Universal Music        |
| 12        | Dalú                              | Rojita                                      | 2021               | Independiente          |
| 12        | Dalú                              | Navidalú                                    | 2021               | Independiente          |
| 12        | Dennis Arana                      | Mi primer regalo                            | 2020               | Independiente          |

## Premios y reconocimientos
Premios Cadena Dial
| Año  | Concursante   | Categoría          | Trabajo     | Resultado |
| ---- | ------------- | ------------------ | ----------- | --------- |
| 2014 | Carlos Rivera | Artista revelación | El rey león | Ganador   |

Premios World Broadway Spain
| Año  | Concursante   | Categoría              | Trabajo     | Resultado |
| ---- | ------------- | ---------------------- | ----------- | --------- |
| 2013 | Carlos Rivera | Mejor actor revelación | El rey león | Ganador   |

Premios Fantastic Fest
| Año  | Concursante | Categoría    | Trabajo              | Resultado |
| ---- | ----------- | ------------ | -------------------- | --------- |
| 2012 | Laura Caro  | Mejor actriz | Here Comes the Devil | Ganadora  |

Premios Grammy
| Año  | Concursante  | Categoría                     | Trabajo      | Resultado |
| ---- | ------------ | ----------------------------- | ------------ | --------- |
| 2009 | Nadia Yvonne | Mejor álbum regional mexicano | A puro dolor | Nominada  |

Premio Lo Nuestro
| Año  | Concursante | Categoría                | Trabajo                          | Resultado |
| ---- | ----------- | ------------------------ | -------------------------------- | --------- |
| 2009 | Yuridia     | Artista femenina del año | Entre mariposas                  | Nominada  |
| 2009 | Yuridia     | Álbum del año            | Entre mariposas                  | Nominada  |
| 2009 | Yuridia     | Canción del año          | Ahora entendí de Entre mariposas | Nominada  |
| 2013 | Yuridia     | Artista femenina del año | -                                | Nominada  |

Premios Bravo
| Año  | Concursante       | Categoría               | Trabajo              | Resultado |
| ---- | ----------------- | ----------------------- | -------------------- | --------- |
| 2008 | María Inés Guerra | Mejor actriz revelación | El diluvio que viene | Ganadora  |

Premios Juventud
| Año  | Concursante | Categoría                 | Trabajo                                       | Resultado |
| ---- | ----------- | ------------------------- | --------------------------------------------- | --------- |
| 2006 | Yuridia     | Voz del momento           | La voz de un ángel                            | Nominada  |
| 2006 | Yuridia     | Me muero sin ese CD       | La voz de un ángel                            | Nominada  |
| 2006 | Yuridia     | Mejor canción corta venas | Ángel de La voz de un ángel                   | Nominada  |
| 2006 | Yuridia     | Mi ringtone               | Ángel de La voz de un ángel                   | Nominada  |
| 2007 | Yuridia     | Voz del momento           | Habla el corazón                              | Nominada  |
| 2007 | Yuridia     | Me muero sin ese CD       | Habla el corazón                              | Nominada  |
| 2007 | Yuridia     | Mejor canción corta venas | Como yo nadie te ha amado de Habla el corazón | Nominada  |
| 2007 | Yuridia     | Mi ringtone               | Como yo nadie te ha amado de Habla el corazón | Nominada  |
| 2009 | Yuridia     | El más buscado            | Entre mariposas                               | Nominada  |

Premios Las Lunas del Auditorio 
| Año  | Concursante         | Categoría                     | Trabajo               | Resultado |
| ---- | ------------------- | ----------------------------- | --------------------- | --------- |
| 2003 | Yahir               | Revelación masculina del año  | Yahir                 | Ganador   |
| 2009 | Yuridia             | Solista pop del año           | Entre mariposas       | Nominada  |
| 2009 | Yuridia             | Solista género balada del año | Entre mariposas       | Nominada  |
| 2010 | Yuridia             | Solista género balada del año | -                     | Nominada  |
| 2011 | Yuridia             | Solista género balada del año | -                     | Nominada  |
| 2012 | Yuridia             | Solista género balada del año | -                     | Nominada  |
| 2014 | Cecilia de la Cueva | Mejor musical del año         | Wicked (Protagonista) | Ganadora  |

Premios Billboard Latinos
| Año  | Concursante | Categoría                  | Trabajo                          | Resultado |
| ---- | ----------- | -------------------------- | -------------------------------- | --------- |
| 2007 | Yuridia     | Álbum pop femenino del año | La voz de un ángel               | Nominada  |
| 2007 | Yuridia     | Álbum pop del año          | La voz de un ángel               | Ganadora  |
| 2009 | Yuridia     | Canción latina pop         | Ahora entendí de Entre mariposas | Nominada  |
| 2013 | Yuridia     | Artista femenina del año   | -                                | Nominada  |

MTV Movie Awards México
| Año  | Concursante | Categoría                           | Trabajo     | Resultado |
| ---- | ----------- | ----------------------------------- | ----------- | --------- |
| 2005 | Jolette     | Trío más deseable para una película | La Academia | Nominada  |

Premios MTV Miaw
| Año  | Concursante     | Categoría           | Trabajo     | Resultado |
| ---- | --------------- | ------------------- | ----------- | --------- |
| 2023 | Nelson Carreras | Realeza del Reality | La Academia | Nominado  |

Premios de la Agrupación de Críticos y Periodistas de Teatro
| Año  | Concursante       | Categoría                         | Trabajo                        | Resultado |
| ---- | ----------------- | --------------------------------- | ------------------------------ | --------- |
| 2006 | Hiromi Hayakawa   | Mejor actriz revelación           | Las monjas cambian de hábitos. | Nominada  |
| 2008 | María Inés Guerra | Mejor actriz revelación           | El diluvio que viene           | Ganadora  |
| 2023 | Nelson Carreras   | Revelación Masculina              | Todo el Mundo Habla de Jamie   | Ganador   |
| 2023 | Nelson Carreras   | Actor en rol principal en musical | Todo el Mundo Habla de Jamie   | Nominado  |

Los Metro
| Año  | Concursante     | Categoría                                         | Trabajo                      | Resultado |
| ---- | --------------- | ------------------------------------------------- | ---------------------------- | --------- |
| 2023 | Nelson Carreras | Mejor Actuación Masculina Principal en un Musical | Todo el Mundo Habla de Jamie | Ganador   |

Mis Premios Nick
| Año  | Concursante       | Categoría                     | Trabajo                    | Resultado |
| ---- | ----------------- | ----------------------------- | -------------------------- | --------- |
| 2003 | Yahir             | Celebridad masculina favorita | Yahir                      | Ganador   |
| 2003 | Myriam Montemayor | Celebridad femenina favorita  | Mi historia en La Academia | Nominada  |

Premios Oye!
| Año  | Concursante       | Categoría                   | Trabajo                  | Resultado |
| ---- | ----------------- | --------------------------- | ------------------------ | --------- |
| 2003 | Yahir             | Artista revelación          | Yahir                    | Ganador   |
| 2003 | Nadia Yvonne      | Revelación popular del año  | Nadia                    | Ganadora  |
| 2004 | Víctor García     | Revelación popular del año  | Víctor García            | Ganador   |
| 2004 | Myriam Montemayor | Artista pop latino femenino | Myriam                   | Nominada  |
| 2005 | Yuridia           | Premio ventas pop español   | La voz de un ángel       | Ganadora  |
| 2006 | Yuridia           | Artista pop latino femenino | La voz de un ángel       | Nominada  |
| 2006 | Erasmo Catarino   | Revelación popular del año  | El conde de xalpatlahuac | Ganador   |
| 2008 | Yuridia           | Artista pop latino femenino | Entre mariposas          | Ganadora  |
| 2009 | Nadia Yvonne      | Solista o grupo ranchero    | A puro dolor             | Nominado  |
| 2012 | Cynthia Rodríguez | Solista o grupo grupero     | Tú como yo               | Nominada  |
| 2012 | Carlos Rivera     | Solista o grupo ranchero    | Mexicano                 | Nominado  |
| 2012 | Víctor García     | Solista o grupo ranchero    | -                        | Nominado  |

## Grupos musicales formados después de La Academia
Tras haber finalizado el reality show, algunos de los participantes formaron parte de algún grupo musical, sin embargo ninguno de ellos ha logrado mantenerse, ni tener el éxito comercial esperado, detonando finalmente en una desintegración.
- La Posta*: César (3), Adrián (4), Silvia (4), Vince (5), Citlali (5), Yazmín (5)
- Laif*: Marco (2), René (4), Benjamín (8), Camilo, Pierre
- Las Reinas*: Estrella (1), Erika (2) y Aranza
- 2+: Elisa (2), Sergio Madrigal
- G6*: María Fernanda (6), Valeria (6), Alex (6), Fátima (6), Jackie (6), Perla (6)
- Tobby*: Matías (6), Agustín (7), Menny (7), Óscar (7), Sebastián (7)
- Niña Rock: José Antonio (1)
- Marconi: Diego (3), Emiliano Roqué, Alejandro de la Madrid, Sergio
- Melissa y Sebastián*: Sebastián (7), Melissa (9)
- Norte*: Paco (9), Erick (9), Santana (10)

Notas:
- Tienen un asterisco los grupos que actualmente ya no existen y se encuentran desintegrados.

## Equipo
| - Conductor - Coconductor en TV - Coconductor en Streaming - Conductor Sustituto | - Redes sociales - Director - Director Sustituto - Crítico - Conductor de Resúmenes |

| Edición             | 1             | 2             | 3             | 4             | 5             | 6             | 7             | 8             | 9             | 10            | 11            | 12            | 13            | 14            |
| Año                 | 2002          | 2002-2003     | 2004          | 2005          | 2006          | 2008          | 2009          | 2010          | 2011          | 2012          | 2018          | 2019-2020     | 2022          | 2024          |
| Equipo actual       | Equipo actual | Equipo actual | Equipo actual | Equipo actual | Equipo actual | Equipo actual | Equipo actual | Equipo actual | Equipo actual | Equipo actual | Equipo actual | Equipo actual | Equipo actual | Equipo actual |
| ------------------- | ------------- | ------------- | ------------- | ------------- | ------------- | ------------- | ------------- | ------------- | ------------- | ------------- | ------------- | ------------- | ------------- | ------------- |
| Jaime Camil         |               |               |               |               |               |               |               |               |               |               |               |               |               |               |
| Vanessa Claudio     |               |               |               |               |               |               |               |               |               |               |               |               |               |               |
| Ricardo Casares     |               |               |               |               |               |               |               |               |               |               |               |               |               |               |
| Jessica Bulman      |               |               |               |               |               |               |               |               |               |               |               |               |               |               |
| Antonio Betancourt  |               |               |               |               |               |               |               |               |               |               |               |               |               |               |
| Héctor Martínez     |               |               |               |               |               |               |               |               |               |               |               |               |               |               |
| Lolita Cortés       |               |               |               |               |               |               |               |               |               |               |               |               |               |               |
| Arturo López Gavito |               |               |               |               |               |               |               |               |               |               |               |               |               |               |
| Espinoza Paz        |               |               |               |               |               |               |               |               |               |               |               |               |               |               |
| Chiquis Rivera      |               |               |               |               |               |               |               |               |               |               |               |               |               |               |
| Equipo anterior     |               |               |               |               |               |               |               |               |               |               |               |               |               |               |
| Alan Tacher         |               |               |               |               |               |               |               |               |               |               |               |               |               |               |
| Mónica Garza        |               |               |               |               |               |               |               |               |               |               |               |               |               |               |
| Rafael Araneda      |               |               |               |               |               |               |               |               |               |               |               |               |               |               |
| Ingrid Coronado     |               |               |               |               |               |               |               |               |               |               |               |               |               |               |
| Biby Gaytán         |               |               |               |               |               |               |               |               |               |               |               |               |               |               |
| Fernando del Solar  |               |               |               |               |               |               |               |               |               |               |               |               |               |               |
| Adal Ramones        |               |               |               |               |               |               |               |               |               |               |               |               |               |               |
| Yahir               |               |               |               |               |               |               |               |               |               |               |               |               |               |               |
| Mónica Castañeda    |               |               |               |               |               |               |               |               |               |               |               |               |               |               |
| Cynthia Rodríguez   |               |               |               |               |               |               |               |               |               |               |               |               |               |               |
| William Valdés      |               |               |               |               |               |               |               |               |               |               |               |               |               |               |
| Willy Gutiérrez     |               |               |               |               |               |               |               |               |               |               |               |               |               |               |
| Juan Carlos Alonso  |               |               |               |               |               |               |               |               |               |               |               |               |               |               |
| Jesse Cervantes     |               |               |               |               |               |               |               |               |               |               |               |               |               |               |
| Eduardo Capetillo   |               |               |               |               |               |               |               |               |               |               |               |               |               |               |
| Chacho Gaytán       |               |               |               |               |               |               |               |               |               |               |               |               |               |               |
| Julio Preciado      |               |               |               |               |               |               |               |               |               |               |               |               |               |               |
| Alexander Acha      |               |               |               |               |               |               |               |               |               |               |               |               |               |               |
| Óscar Sarquiz       |               |               |               |               |               |               |               |               |               |               |               |               |               |               |
| Mimí                |               |               |               |               |               |               |               |               |               |               |               |               |               |               |
| Ilse                |               |               |               |               |               |               |               |               |               |               |               |               |               |               |
| Regina Orozco       |               |               |               |               |               |               |               |               |               |               |               |               |               |               |
| Enrique Guzmán      |               |               |               |               |               |               |               |               |               |               |               |               |               |               |
| Raúl Quintanilla    |               |               |               |               |               |               |               |               |               |               |               |               |               |               |
| Lisset              |               |               |               |               |               |               |               |               |               |               |               |               |               |               |
| Olga Tañón          |               |               |               |               |               |               |               |               |               |               |               |               |               |               |
| Marta Sánchez       |               |               |               |               |               |               |               |               |               |               |               |               |               |               |
| Cruz Martínez       |               |               |               |               |               |               |               |               |               |               |               |               |               |               |
| Myriam Montemayor   |               |               |               |               |               |               |               |               |               |               |               |               |               |               |
| Edith Márquez       |               |               |               |               |               |               |               |               |               |               |               |               |               |               |
| Edwin Luna          |               |               |               |               |               |               |               |               |               |               |               |               |               |               |
| Horacio Villalobos  |               |               |               |               |               |               |               |               |               |               |               |               |               |               |
| Danna Paola         |               |               |               |               |               |               |               |               |               |               |               |               |               |               |
| Ana Bárbara         |               |               |               |               |               |               |               |               |               |               |               |               |               |               |
| René Franco         |               |               |               |               |               |               |               |               |               |               |               |               |               |               |
| Pamela Cerdeira     |               |               |               |               |               |               |               |               |               |               |               |               |               |               |
| León Michel         |               |               |               |               |               |               |               |               |               |               |               |               |               |               |
| Rykardo Hernández   |               |               |               |               |               |               |               |               |               |               |               |               |               |               |
| María Inés Guerra   |               |               |               |               |               |               |               |               |               |               |               |               |               |               |
| Ana La Salvia       |               |               |               |               |               |               |               |               |               |               |               |               |               |               |
| Ivonne Montero      |               |               |               |               |               |               |               |               |               |               |               |               |               |               |
| Lili Brillanti      |               |               |               |               |               |               |               |               |               |               |               |               |               |               |
| Raquel Bigorra      |               |               |               |               |               |               |               |               |               |               |               |               |               |               |
| Tania Rincón        |               |               |               |               |               |               |               |               |               |               |               |               |               |               |
| Mauricio Mancera    |               |               |               |               |               |               |               |               |               |               |               |               |               |               |
| Mauricio Barcelata  |               |               |               |               |               |               |               |               |               |               |               |               |               |               |

### Críticos
Generaciones 1 y 2
Amparo Rubín, Óscar López, Pancho Ruiz, Memo Méndez, José Luis Cornejo.
Invitados
Pati Chapoy (S5), Ana Gabriel (S6), Anette Fradera (S7), Marta Sánchez (S8), María Conchita Alonso (S8), Dulce (S8), Tatiana (S8), Mónica Naranjo (S8), Gabriela Spanic (S8), Elvis Crespo (S8), Los Horóscopos de Durango (S8), Eduardo Capetillo (S8), Bibi Gaytán (S8), Enrique Guzmán (S9), Julio Preciado (S9), Edith González (S9).

### Conductores de Resúmenes
Los resúmenes eran transmitidos de lunes a viernes, donde se presentaba la convivencia de los alumnos dentro de las clases y en la casa, así como los repartos de canciones, revisión de concierto y ensayos de sus temas.
| Conductor          | 1 | 2  | 3 | 4 | 5 | 6 | 7 | 8 | 9 | 10 |
| René Franco        | ♦ | 14 |   |   |   |   |   |   |   |    |
| Pamela Cerdeira    | ♦ |    |   |   |   |   |   |   |   |    |
| León Michel        | ♦ |    |   |   |   |   |   |   |   |    |
| Alan Tacher        | ♦ | ♦  | ♦ | ♦ |   |   |   |   |   |    |
| Rykardo Hernández  |   |    |   |   | ♦ |   |   |   |   |    |
| Rafael Araneda     |   |    |   |   |   | ♦ |   |   |   |    |
| María Inés Guerra  |   |    |   |   |   | ♦ | ♦ |   |   |    |
| Ingrid Coronado    |   |    |   |   |   |   | ♦ |   |   |    |
| Cynthia Rodríguez  |   |    |   |   |   |   |   | ♦ |   |    |
| Ana La Salvia      |   |    |   |   |   |   |   | ♦ |   |    |
| Ivonne Montero     |   |    |   |   |   |   |   |   | ♦ |    |
| Lili Brillanti     |   |    |   |   |   |   |   |   | ♦ | ♦  |
| Mauricio Mancera   |   |    |   |   |   |   |   |   |   | ♦  |
| Raquel Bigorra     |   |    |   |   |   |   |   |   |   | ♦  |
| Tania Rincón       |   |    |   |   |   |   |   |   |   | ♦  |
| Mauricio Barcelata |   |    |   |   |   |   |   |   |   | ♦  |

## Versiones internacionales
| País           | Nombre                      | Generaciones | Cadena              |
| -------------- | --------------------------- | ------------ | ------------------- |
| Centroamérica  | La Academia (Centroamérica) | 1            | TV Azteca Guatemala |
| Paraguay       | La Academia (Paraguay)      | 1            | Telefuturo          |
| Estados Unidos | La Academia USA             | 1            | Azteca América      |
| Malasia        | Akademi Fantasia            | 9            | Astro Ria           |
| Tailandia      | True Academy Fantasia       | 12           | True Visions        |
| Indonesia      | Akademi Fantasi Indosiar    | 6            | Indosiar            |
| Singapur       | Academy Fantasia            | 1            | NB                  |